# Православний цвинтар в Черничині

## Історія
Цвинтар парафіальний недіючий, під метелінським лісом, власність Люблінсько-Холмської єпархії польської автокефа́льної правосла́вної це́ркви, у формі чотирикутника на площі 0,76 гектара, без поділу на квартали.
Розташування – 950 м на захід від воєводської дороги № 844 Грубешів – Долобичів, 850 м на південний захід від костелу (колишня православна церква), поза сільською забудовою.
На найстаршій мапі Черничина з 1812 року, що збереглаcя, вже видно, що в цьому місці був цвинтар.

Мапа Черничина 1812р.

Цвинтар греко-католицький в Черничині згадується в документах 1825 року.
Спочатку цвинтарі розташовувалися поряд з храмами. Ймовірно, під час будівництва в Черничині нової греко-католицької церкви в 1771 році та браку місця для нових поховань, було закладено цвинтар поза сільськими забудованнями, а територію навколо церкви впорядкували. . 
З Грубешівського Аграрного Товариства було виділено матеріал на будову брами та огородження цвинтара.
Цвинтар парафіальний православний, закладений близько 1909 року, як продовження греко-католицького цвинтаря. 
Цвинтар використовувався до виселення українців в 1947 році під час операції «Вісла».

## Опис цвинтаря
До кінця другої світової війни цвинтар був впорядкований та огороджений дерев'яним парканом з широкою металевою брамою, проїждаючи яку могли в ній розминутися дві підводи.

## Могили священників, церковного старости та псаломника.
В районі двох монументальних надгробків, які, як вважають, були місцем спочинку духовенства, знайдено фрагменти двох таблиць з надгробків із червоного мармуру. 
Перша з них, з написом польською мовою, належить о. Михайло Хилевський (1770 — 04.12.1844), парох черничинської греко-католицької парафії (1810 – 1843), канонік холмський, спочиває з дружиною Катажиною, уродженою Слабневич (пом. 1837).

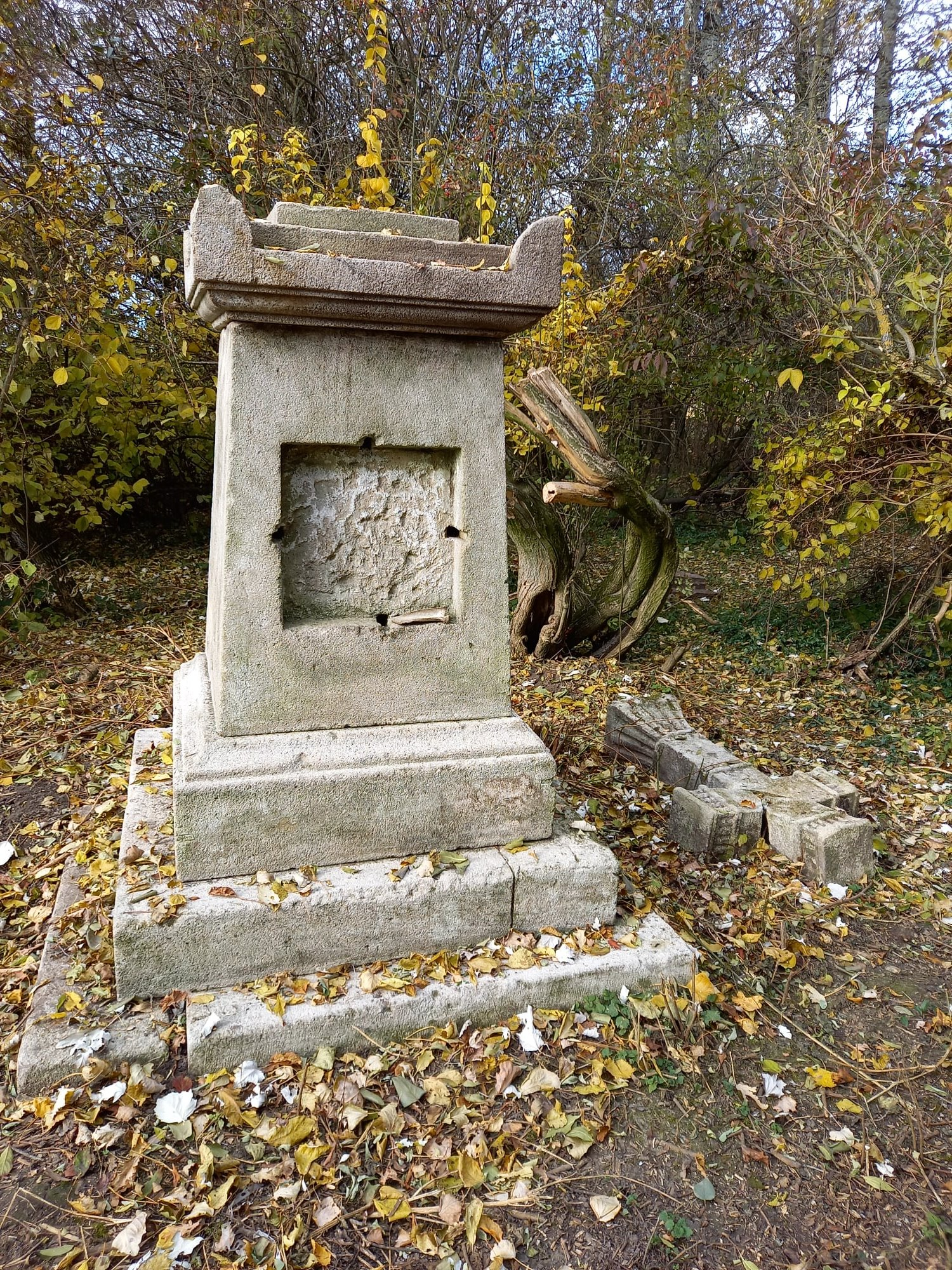
Православний цвинтар в Черничині.Могила о. Михайло Хилевський (1770 — 04.12.1844)

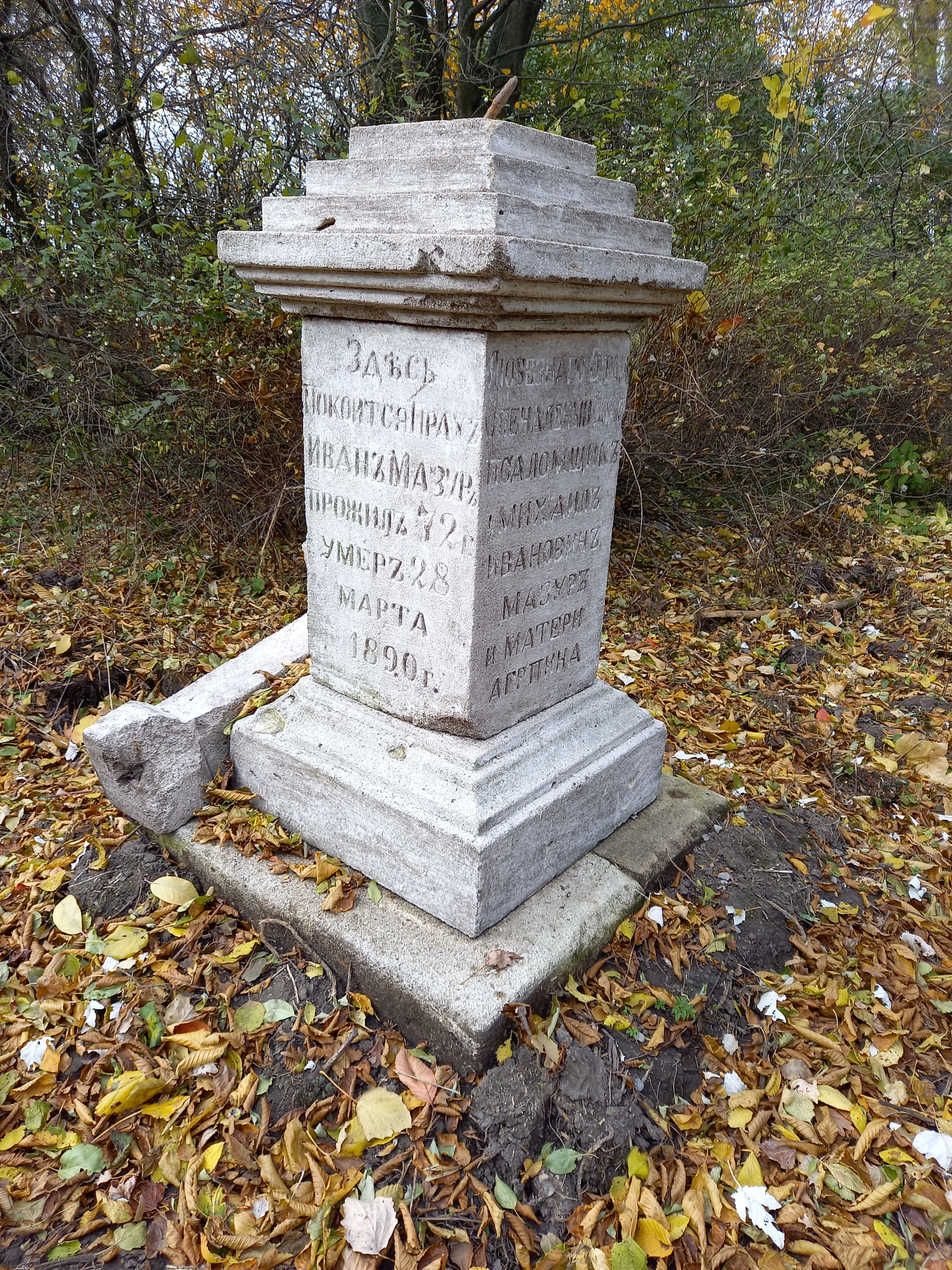
Православний цвинтар в Черничині. Могила псаломника І.Мазур 1818-1890

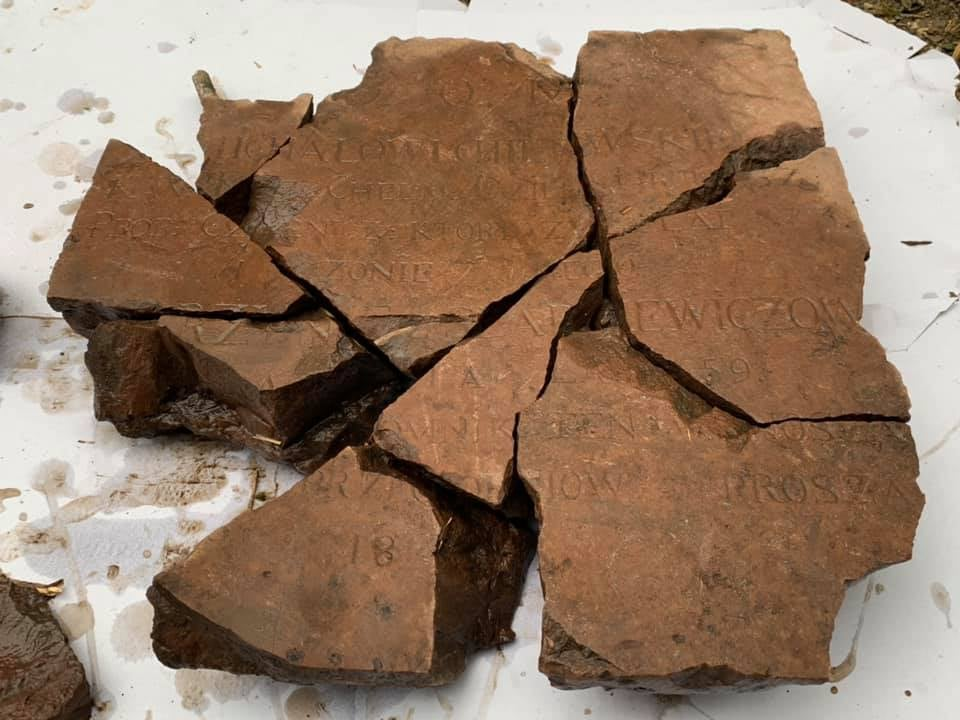
Православний цвинтар в Черничині. Фрагмент таблиці з надгробка о. Михайло Хилевський (1770 — 04.12.1844)

Друга таблиця, російською мовою (церковнослов'янська абетка) походить з надгробка о. Ян Потій (07.10.1799 – 08.07.1858), греко-католицького священнослужителя, ректора Холмської семінарії, прелата Холмської кафедральної капітули. Разом з ним були поховані його дружина Марія, уроджена Хилевська (пом. 1867) та онук Еміліан Токель (пом. 1862).

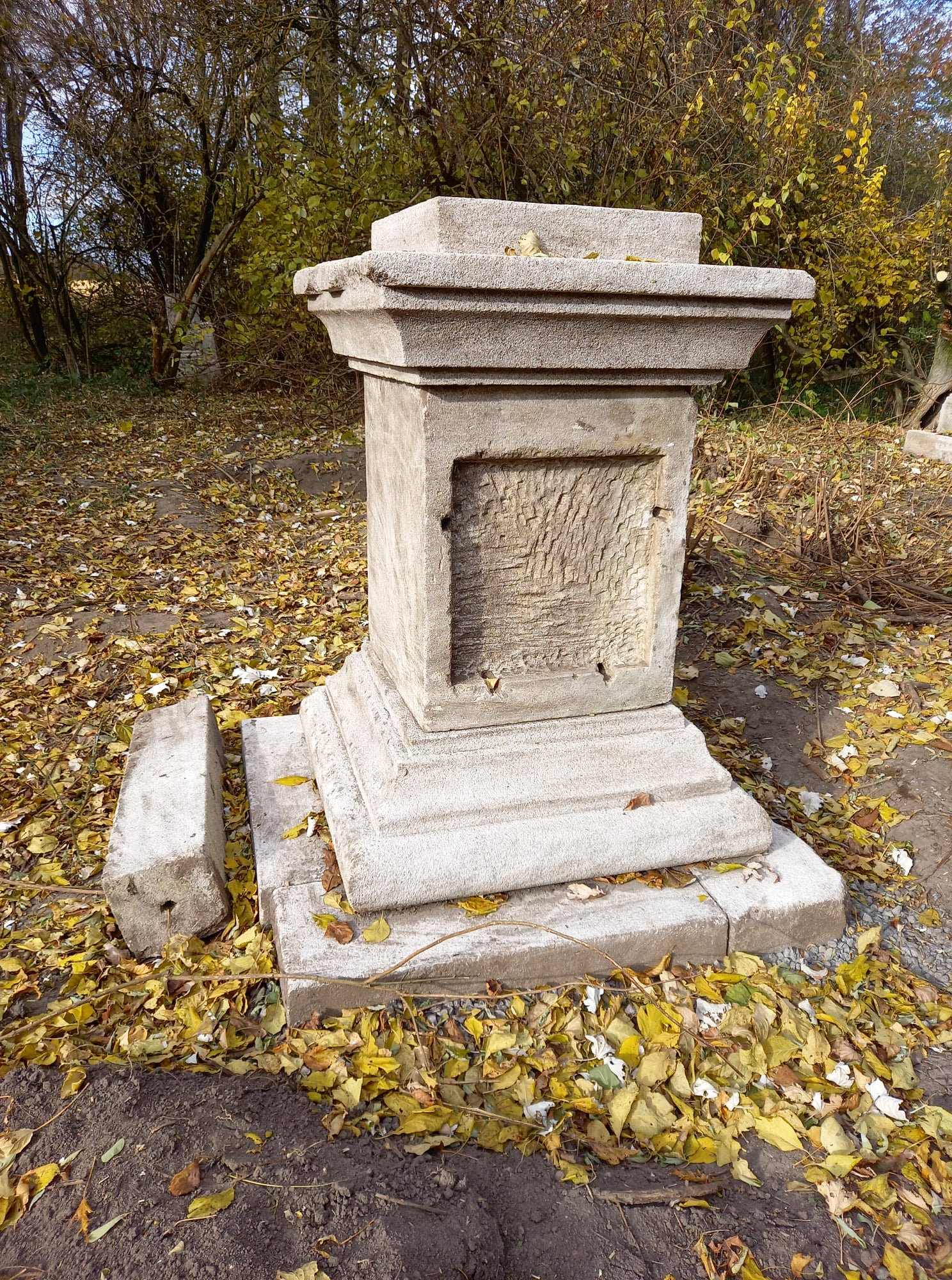
Православний цвинтар в Черничині.Могила о.Ян Потій(07.10.1799 – 08.07.1858)
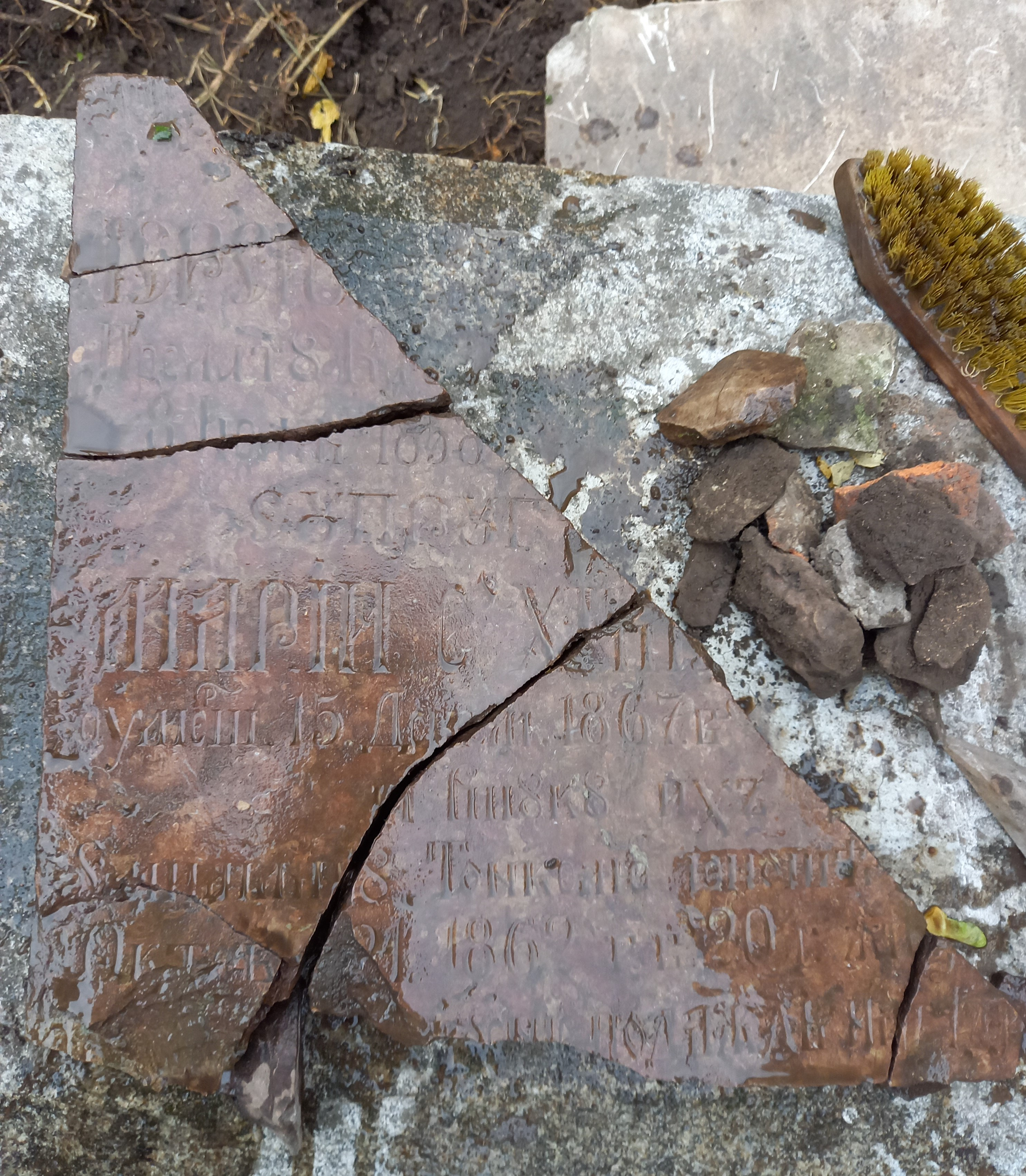
Православний цвинтар в Черничині. Фрагмент таблиці з надгробка о.Ян Потій (07.10.1799 – 08.07.1858)

Історія надгробку церковного старости Конрада Марковича Павлюка та його дружини Матрони.
Конрад (Кондрат) Павлюк, син Марека і Тетяни, уродженої Демчуків походив з греко-католицьких родини, нар. 25 вересня 1842 р. у Черничині та Матрона Рибачук, дочка Кондрата та Вікторії, уроджена Піпровська, нар. 20 березня 1842 року в Черничині. Вони одружилися 13 листопада 1859 року о другій годині дня в Черничині. 17-річний Конрад був уже сиротою, 17-річна Матрона мала живих батьків.
Подружжя прожило разом 36 років, маючи м.ін. син Яна (Івана) народився 25 вересня 1862 року в Черничині. Після скасування унії в 1875 році вони стали вірними православній церкві. 10 лютого 1891 р. за юліанським календарем (22 лютого 1891 р.) вони веселилися на весіллі сина Яна та невістки Марії, уродженої Стрий, а 21 червня/3 липня 1893 р. дочекалися своєї онуки Катерини (померла 26.09.1971 у Битомі).
20 грудня 1895 р./2 січня 1896 р. на 54 році життя померла Матрона Павлюк, а через рік, 3/15 січня 1897 р., на 55-му році життя помер вдівець Конрад Павлюк.
У 1904 році їхні діти поставили батькам вапняковий надгробок, який зберігся до наших часів.
Надгробок церковного старости Кодрада Павлюка та його дружини (пом. 1895, 1897), описаний з чотирьох сторін ретельними написами церковнослов'янським алфавітом.

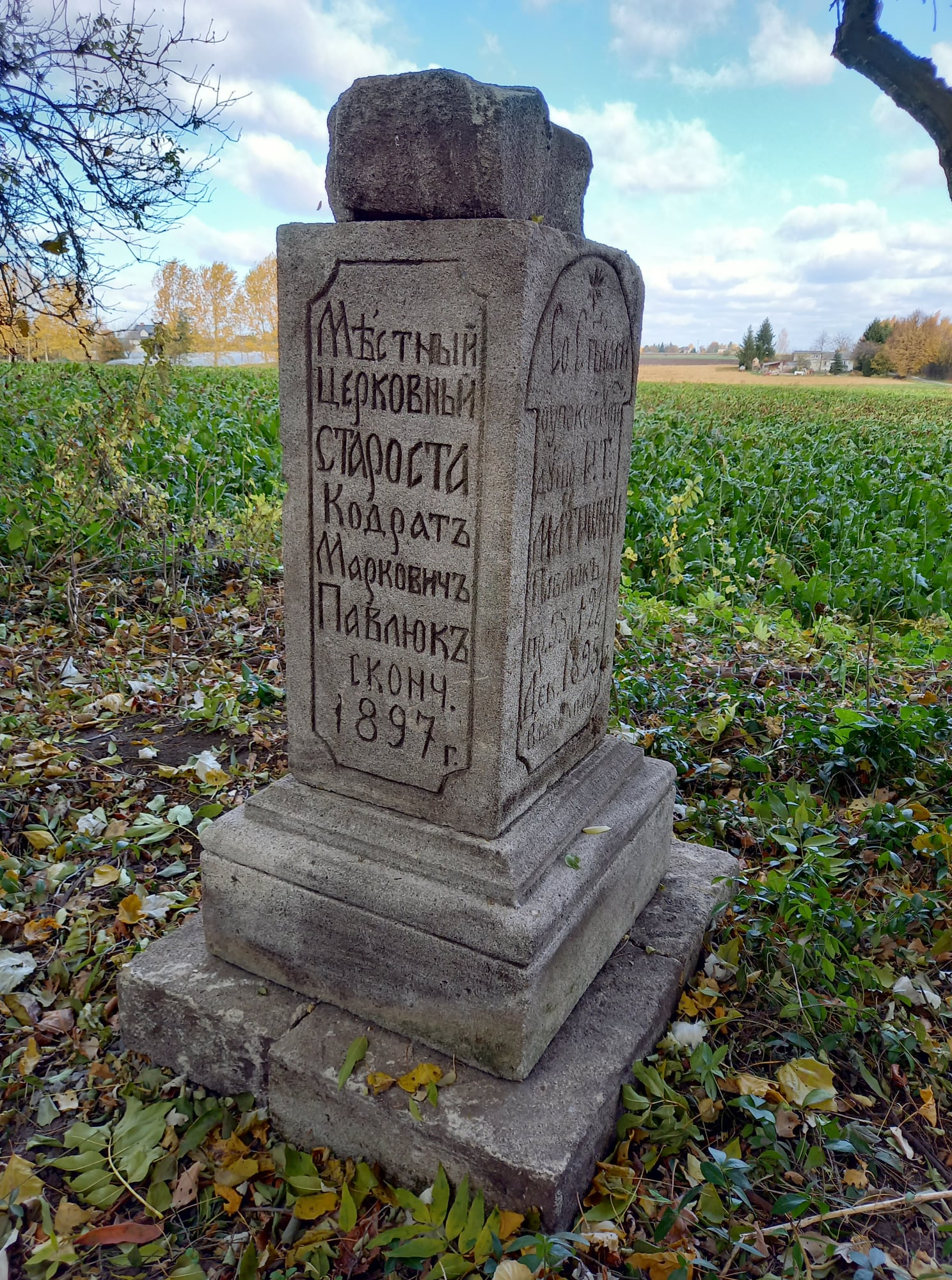
Православний цвинтар в Черничині. Могила церковного старости Кодрад Маркович Павлюк (пом.1897). Південь
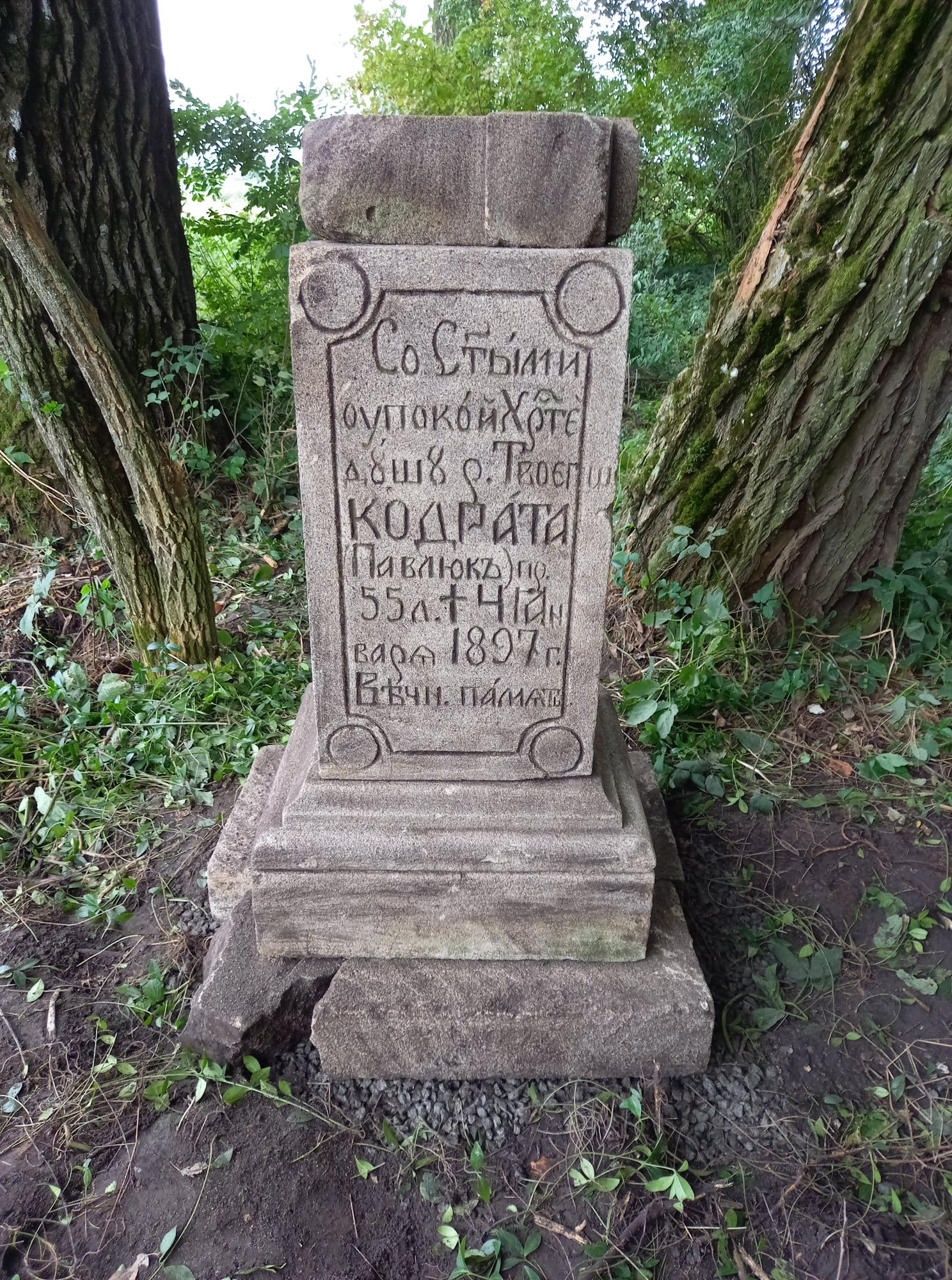
Православний цвинтар в Черничині. Могила церковного старости Кодрад Маркович Павлюк.Захід
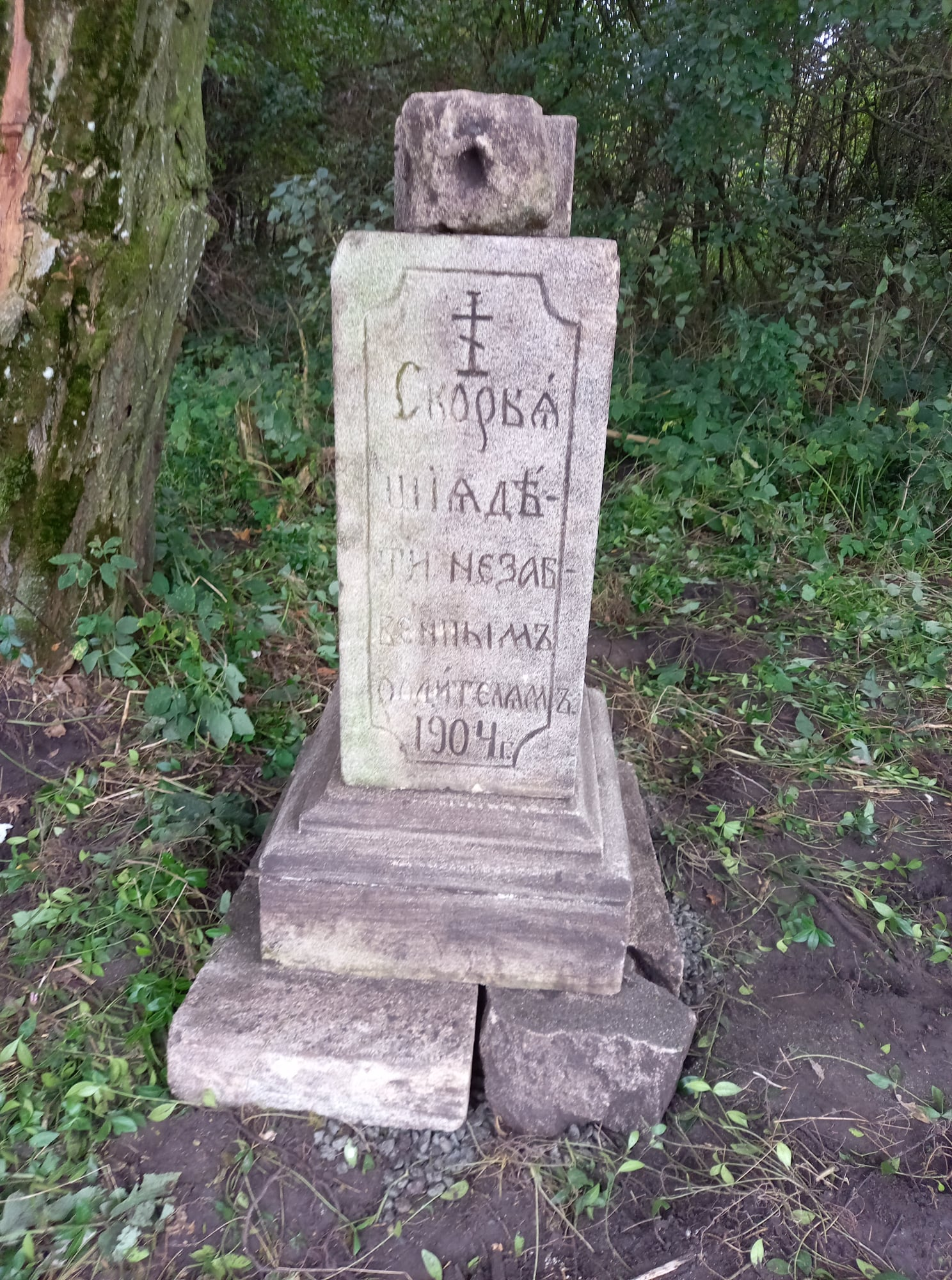
Православний цвинтар в Черничині.Могила церковного старости Кодрад Маркович Павлюк.Північ
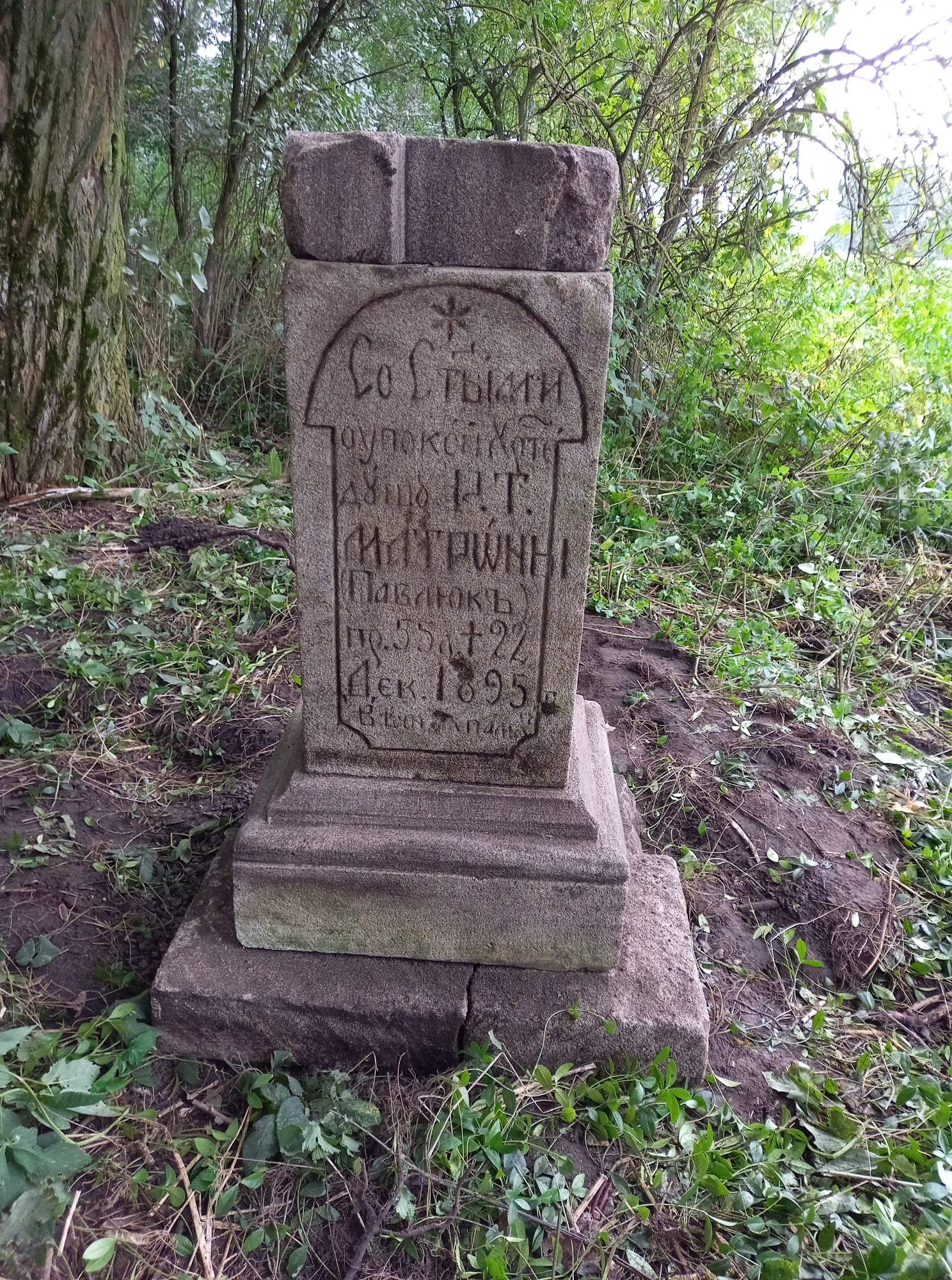
Православний цвинтар в Черничині.Могила церковного старости Кодрад Маркович Павлюк та його дружини Матрони Павлюк.Схід

## Могила дітей вчителя

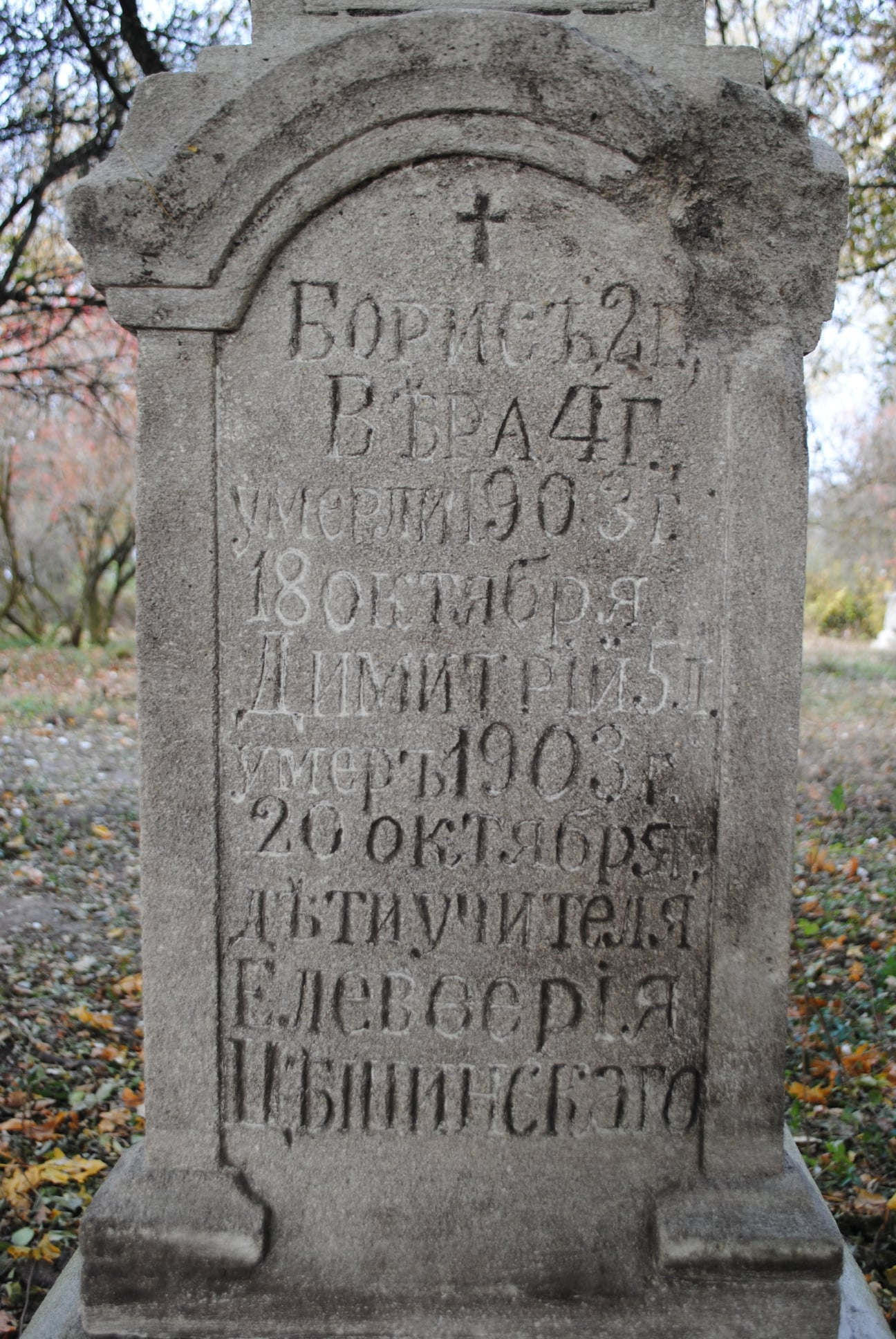
Православний цвинтар в Черничині.Могила дітей Бориса,Віри,Дмитра (пом.1903) вчителя Елевферія Цішинського.Південь
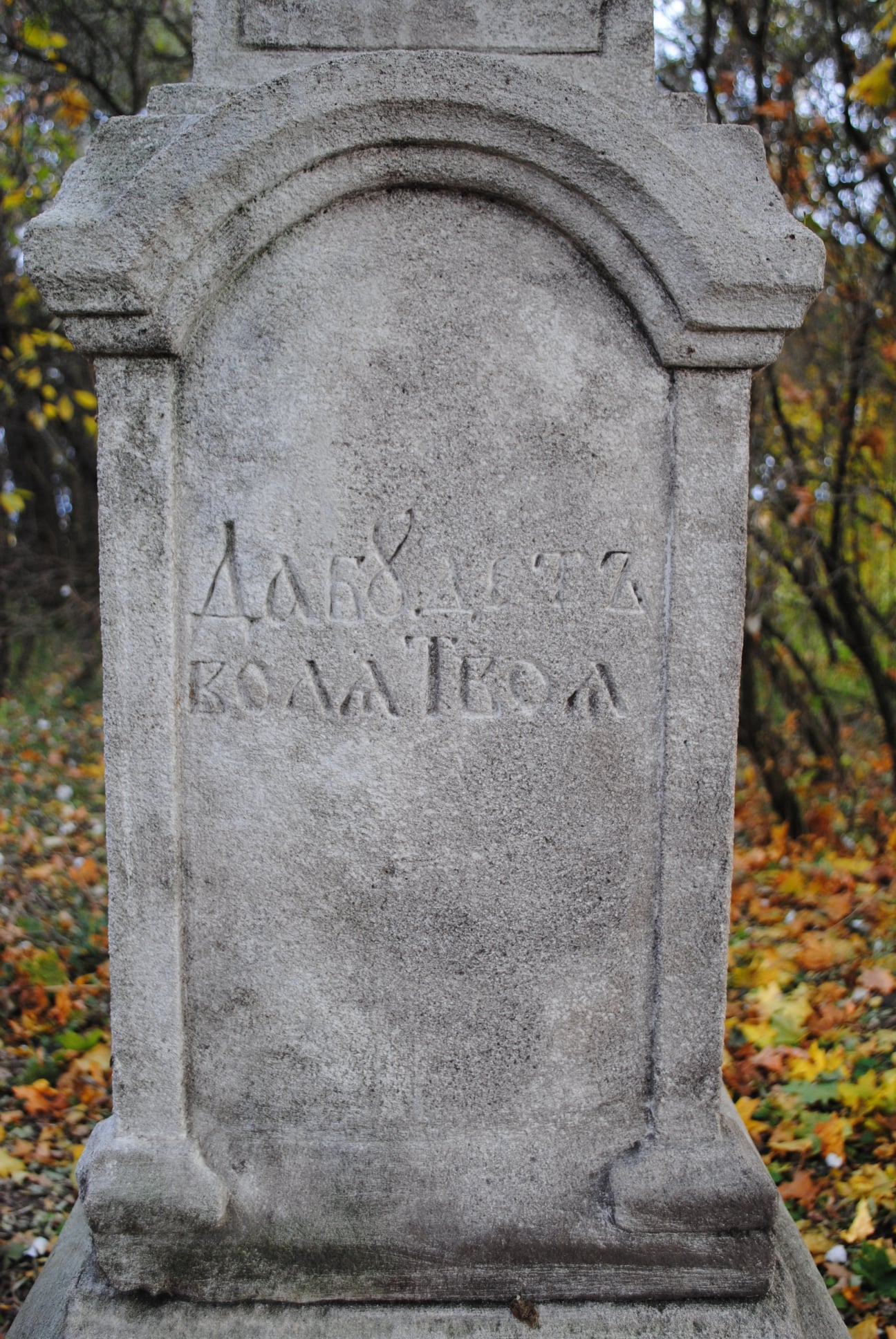
Православний цвинтар в Черничині.Могила дітей Бориса,Віри,Дмитра (пом.1903) вчителя Елевферія Цішинського.Захід
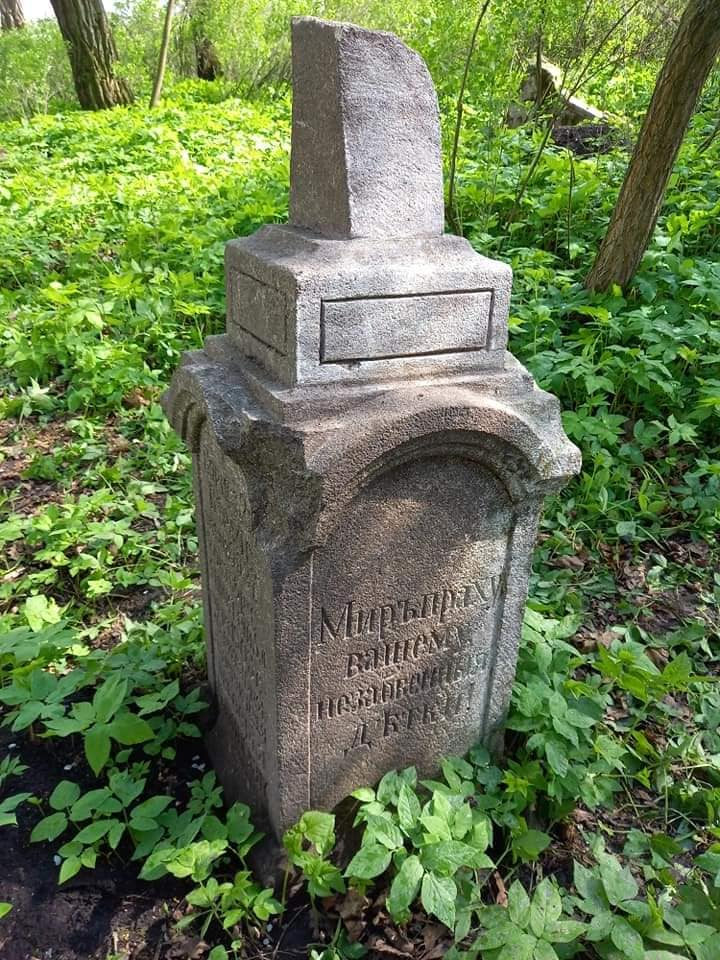
Православний цвинтар в Черничині.Могила дітей Бориса,Віри,Дмитра (пом.1903) вчителя Елевферія Цішинського.Схід

## Зниклі могили

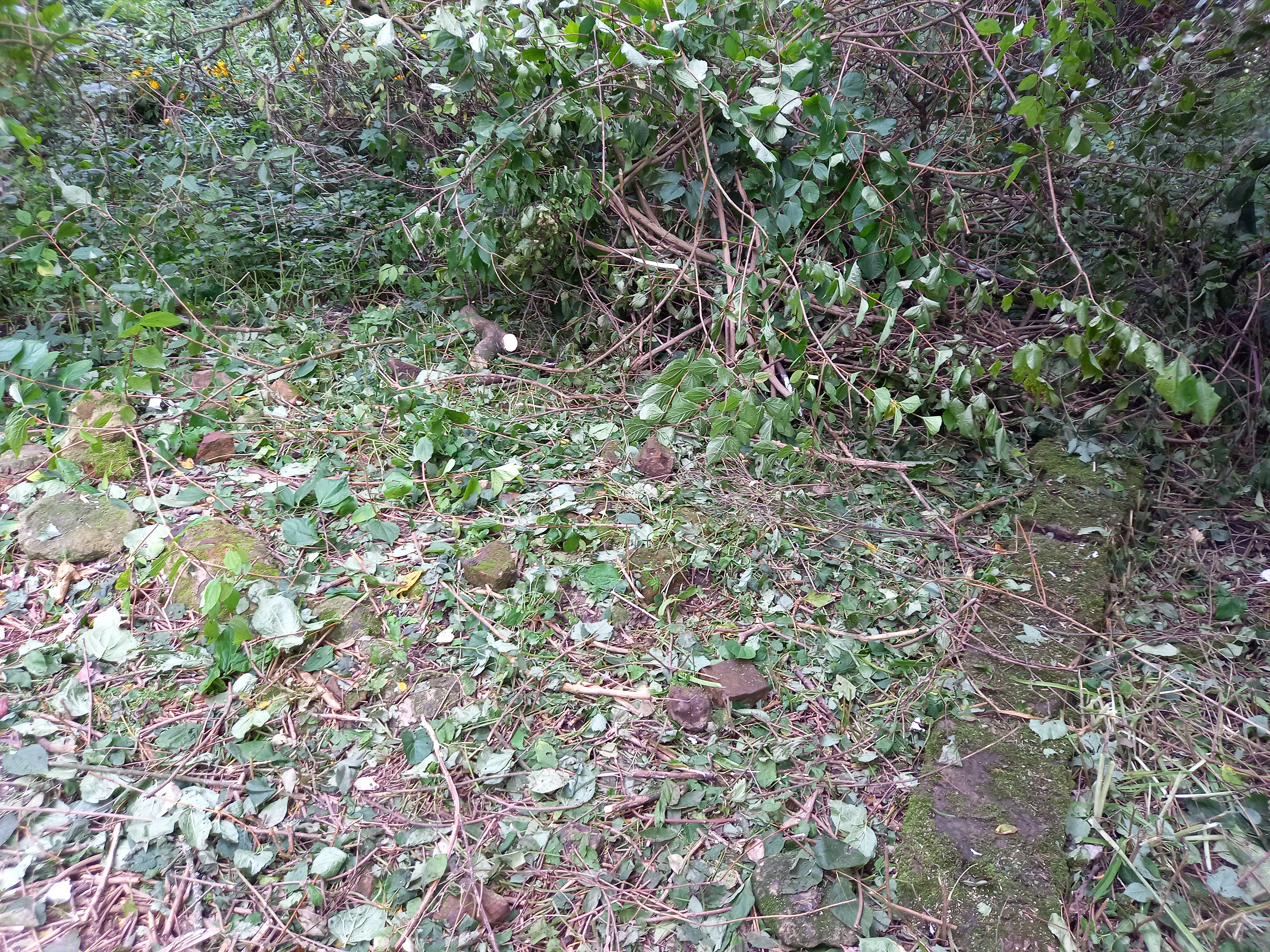
Православний цвинтар в Черничині.Пропавший нагробок 1
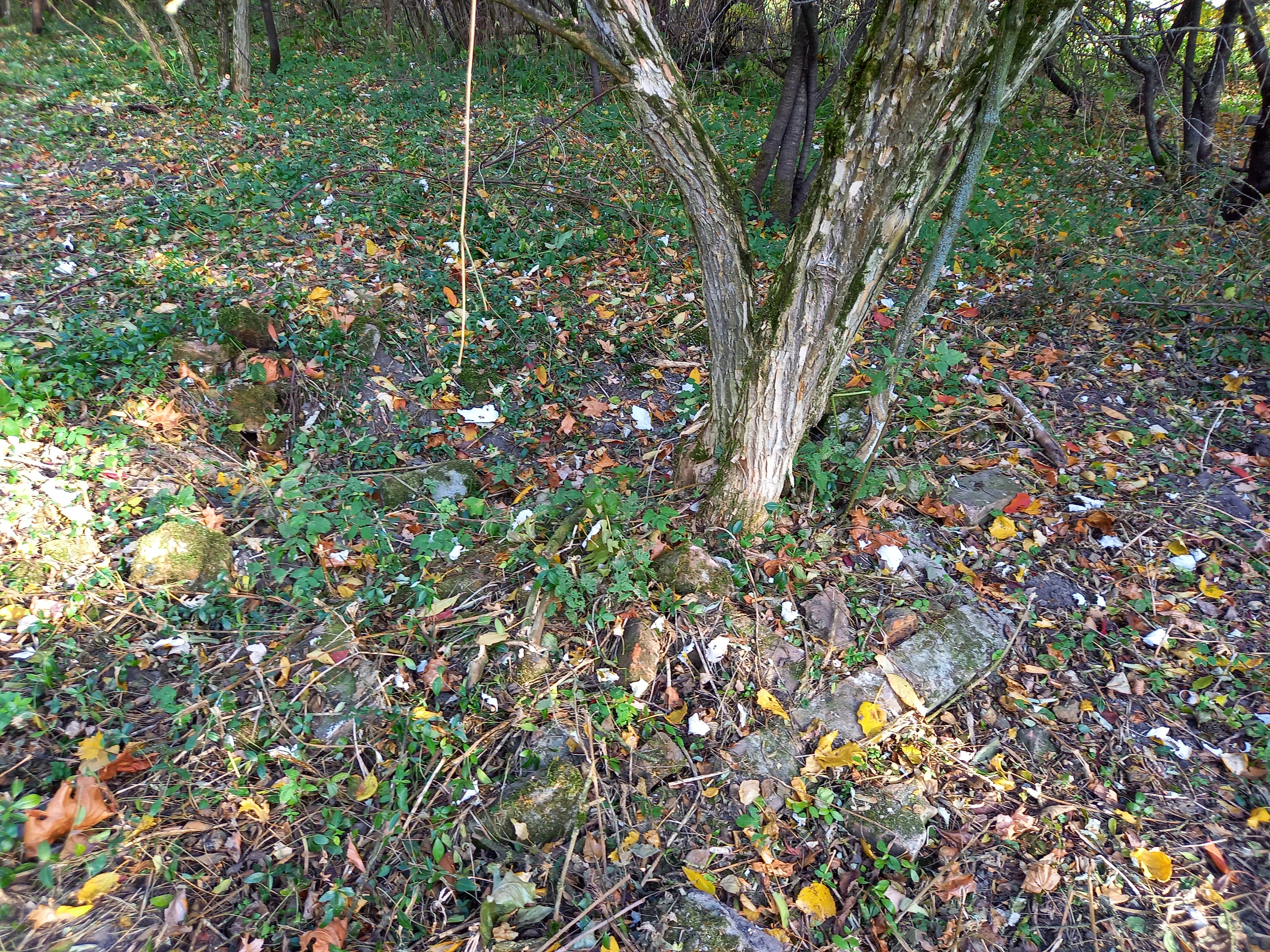
Православний цвинтар в Черничині.Пропавший нагробок 2

## Девастація

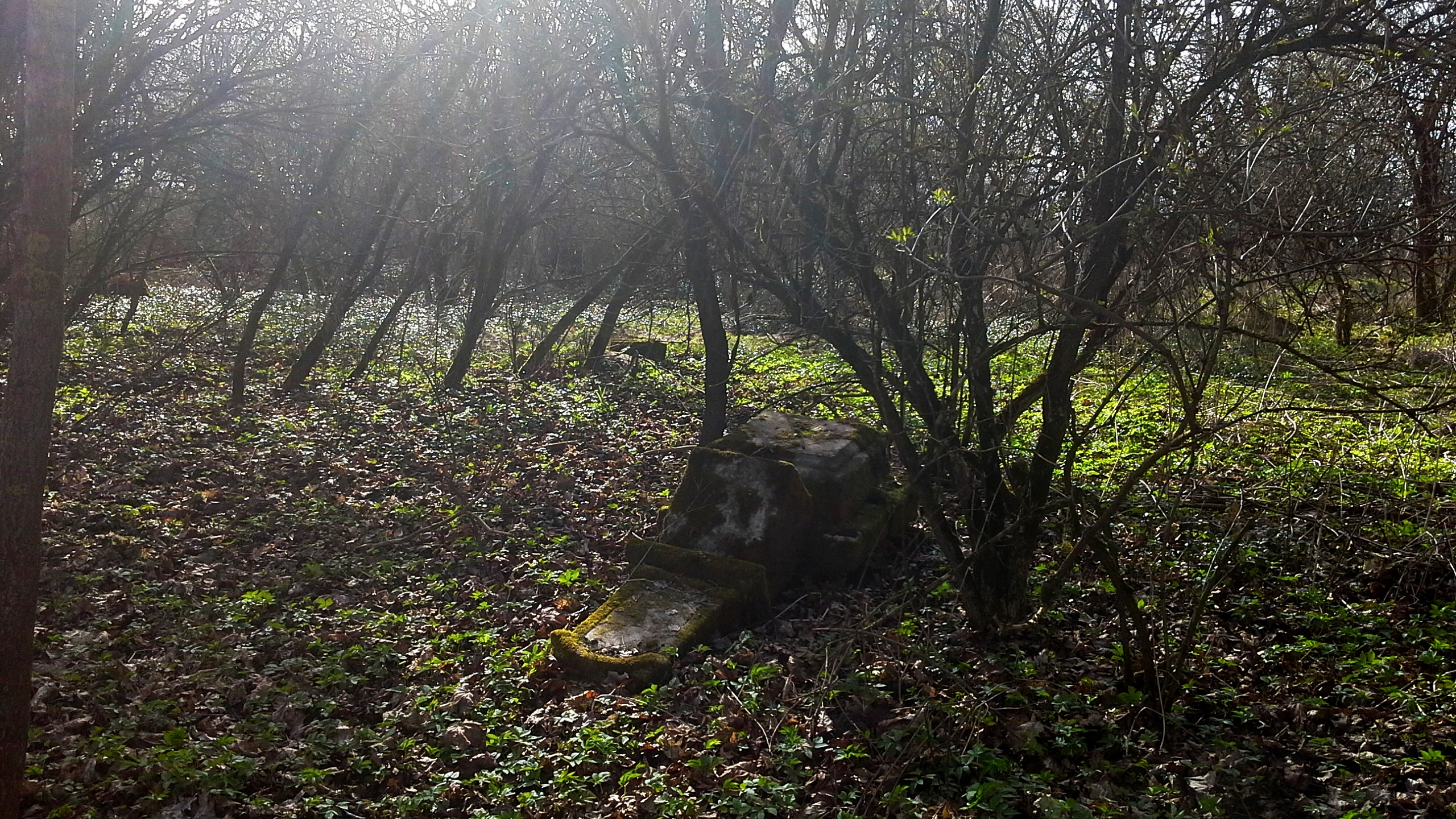
Цвинтар православний в Черничині
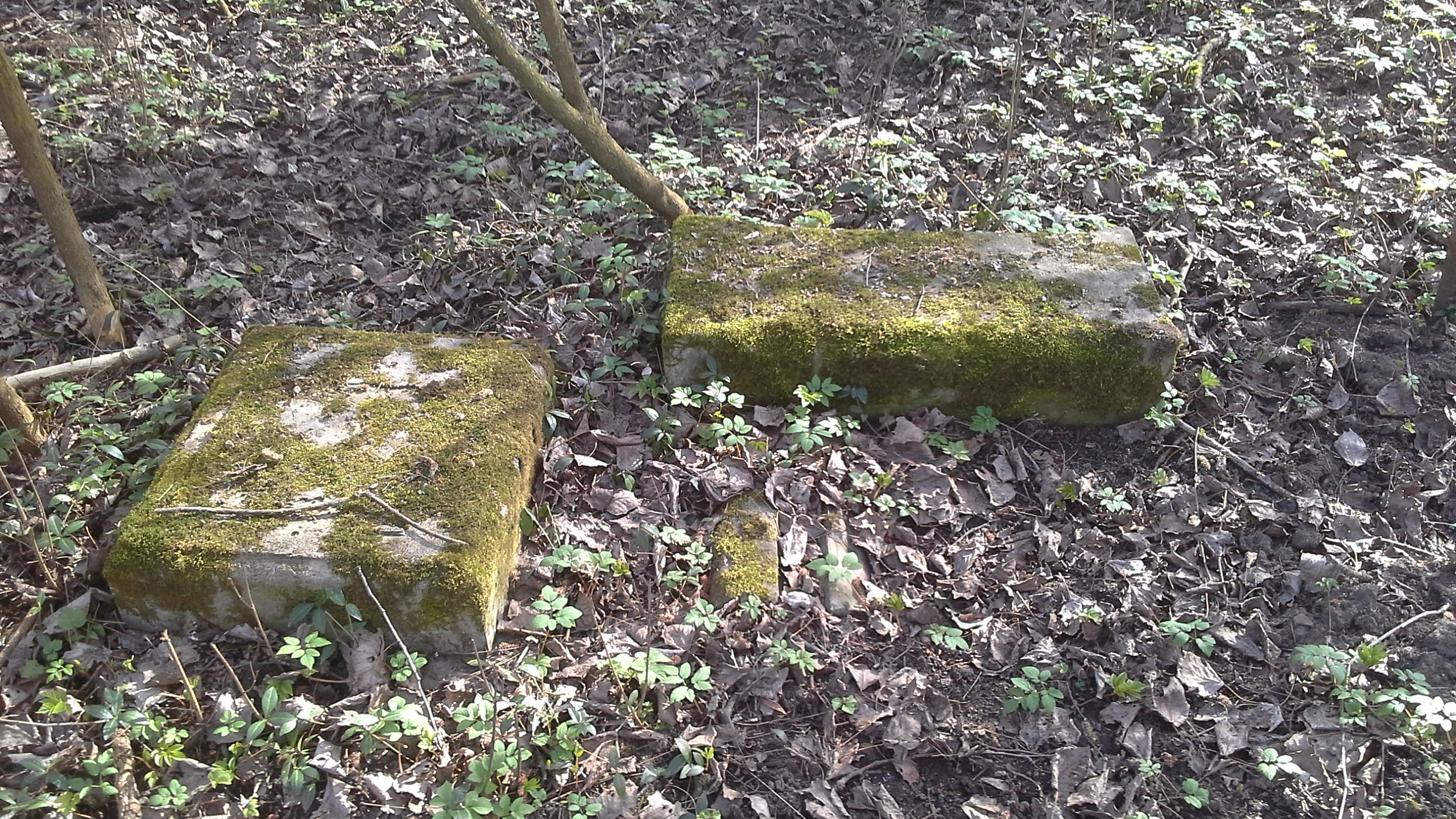
Цвинтар православний в Черничині
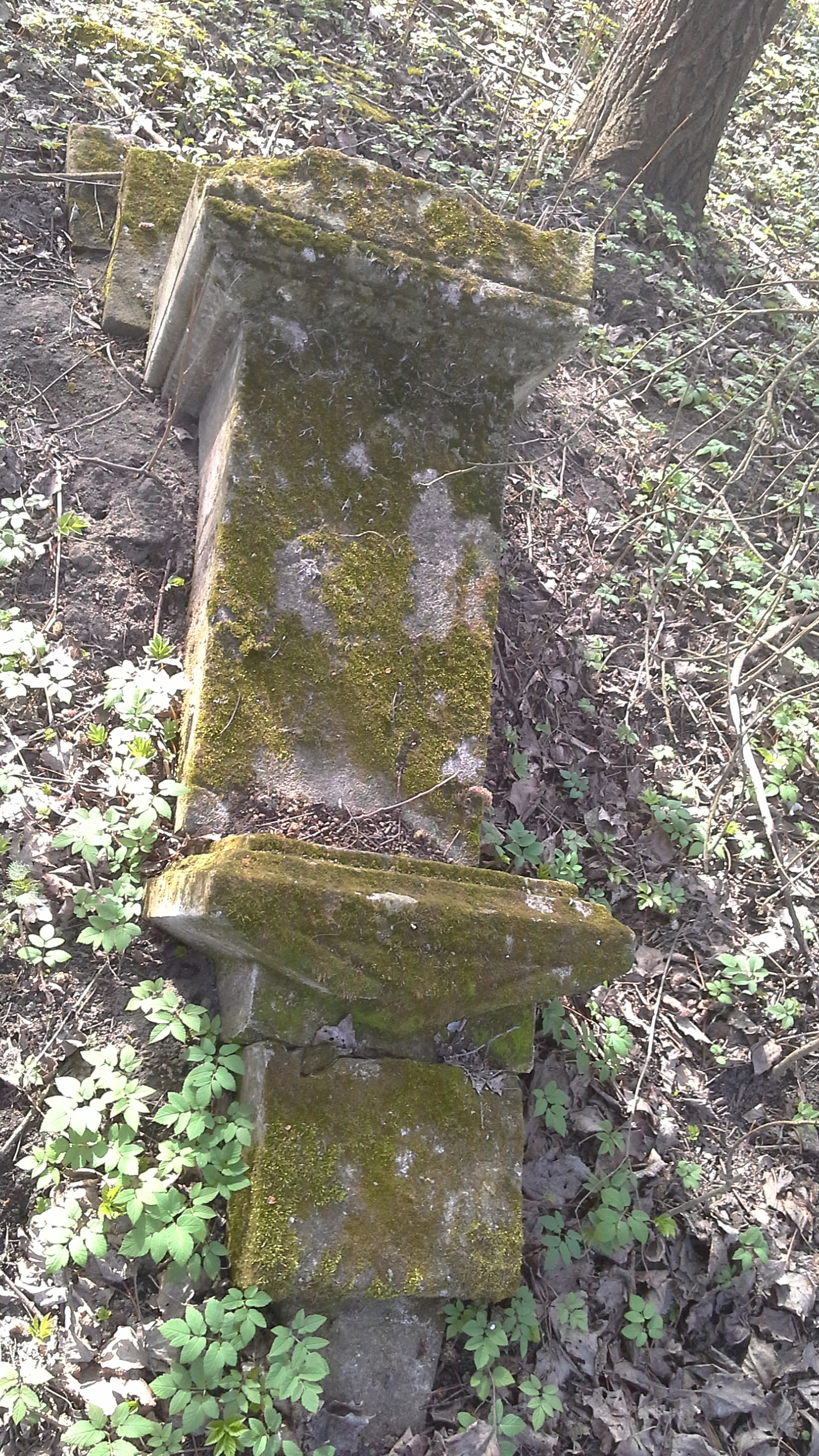
Цвинтар православний в Черничині
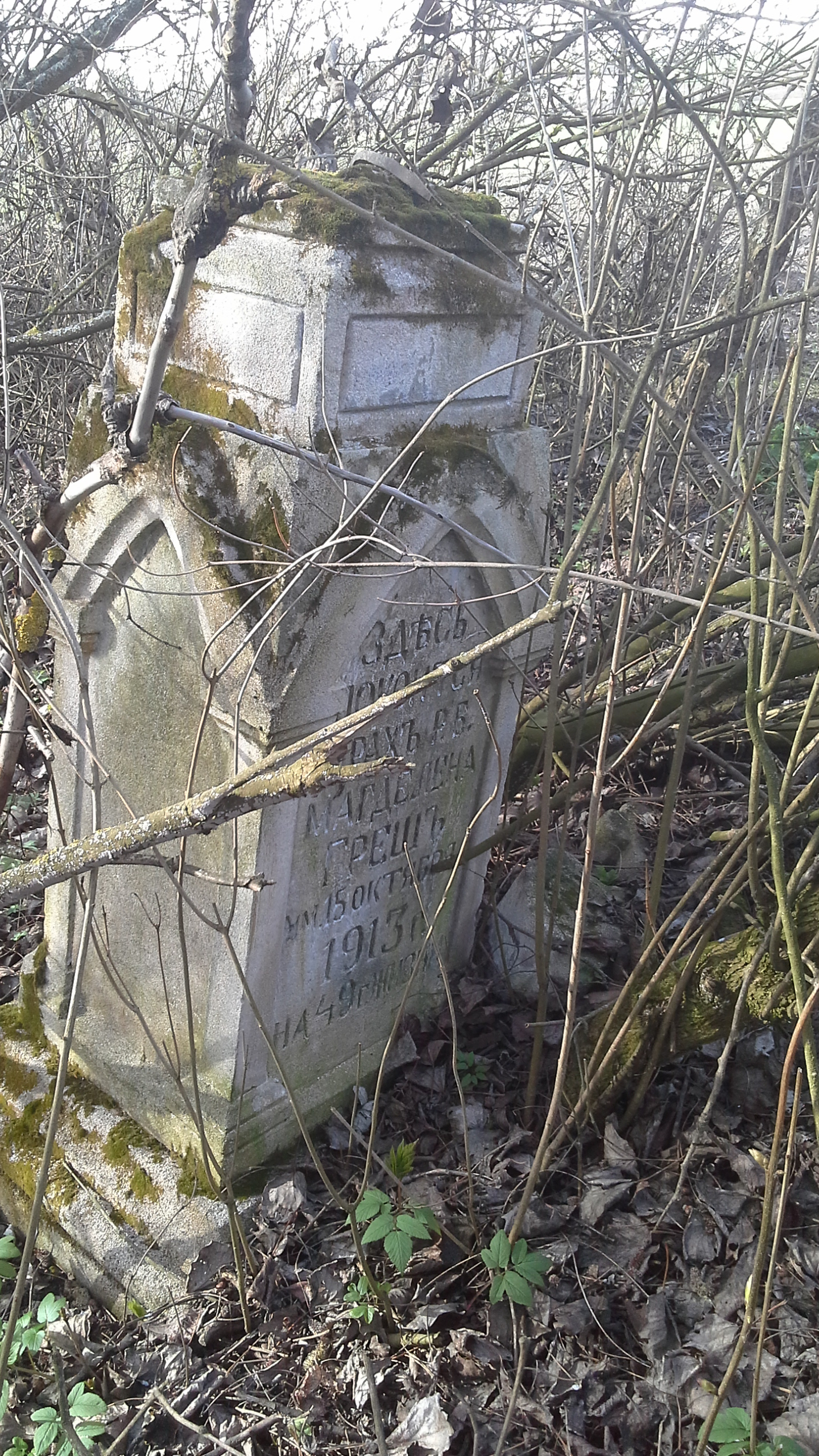
Цвинтар православний в Черничині
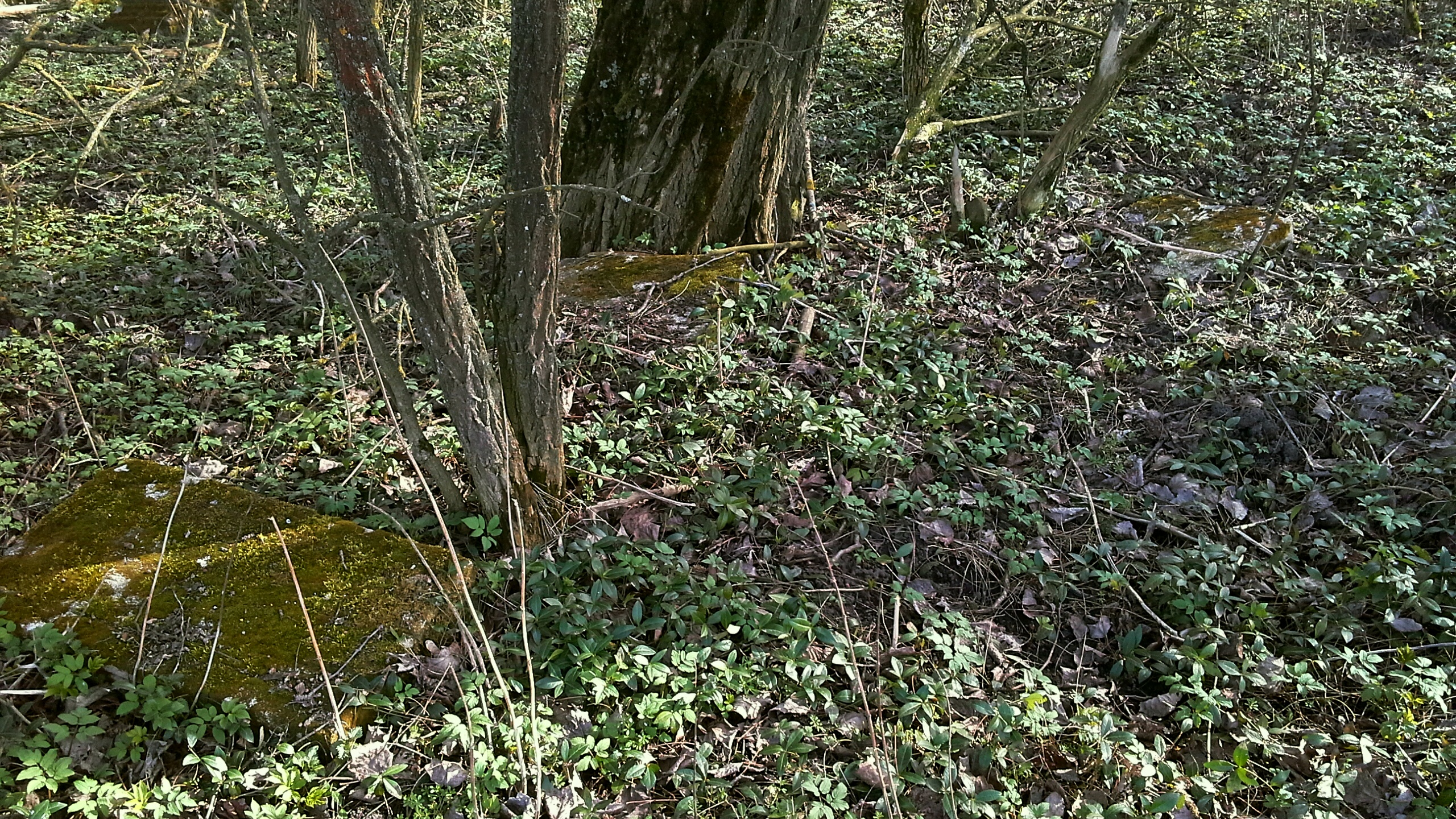
Цвинтар православний в Черничині
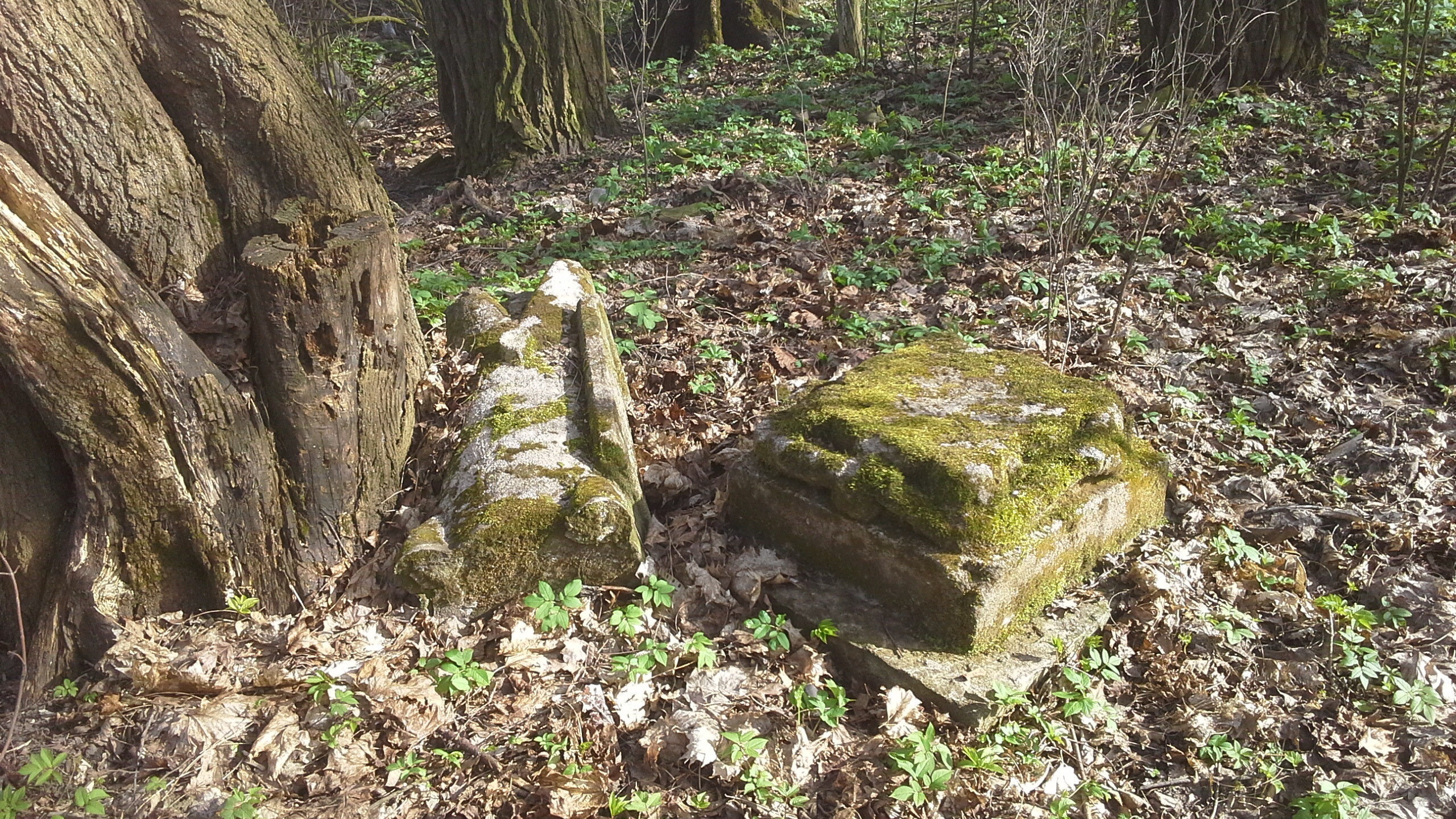
Цвинтар православний в Черничині
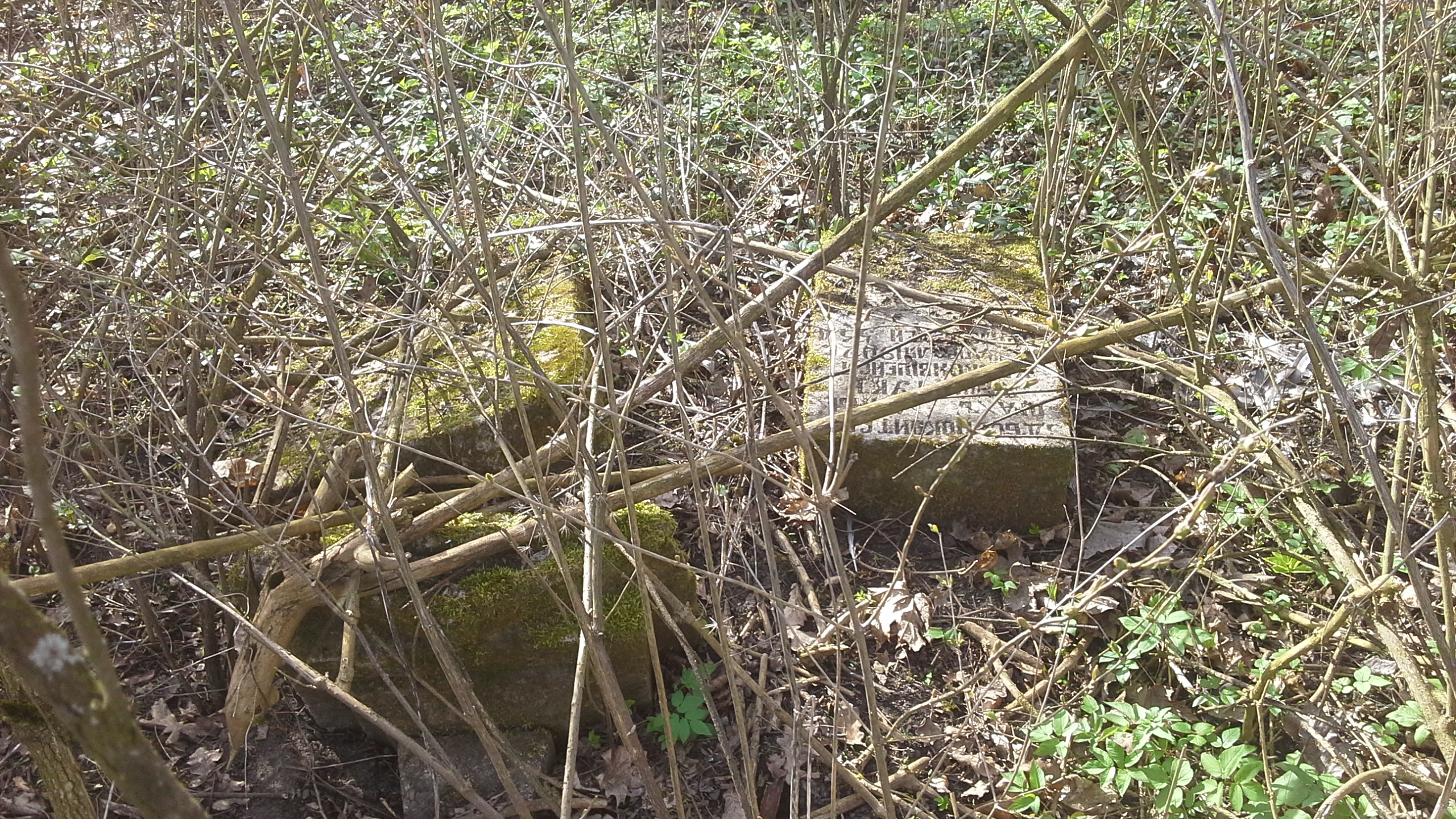
Цвинтар православний в Черничині
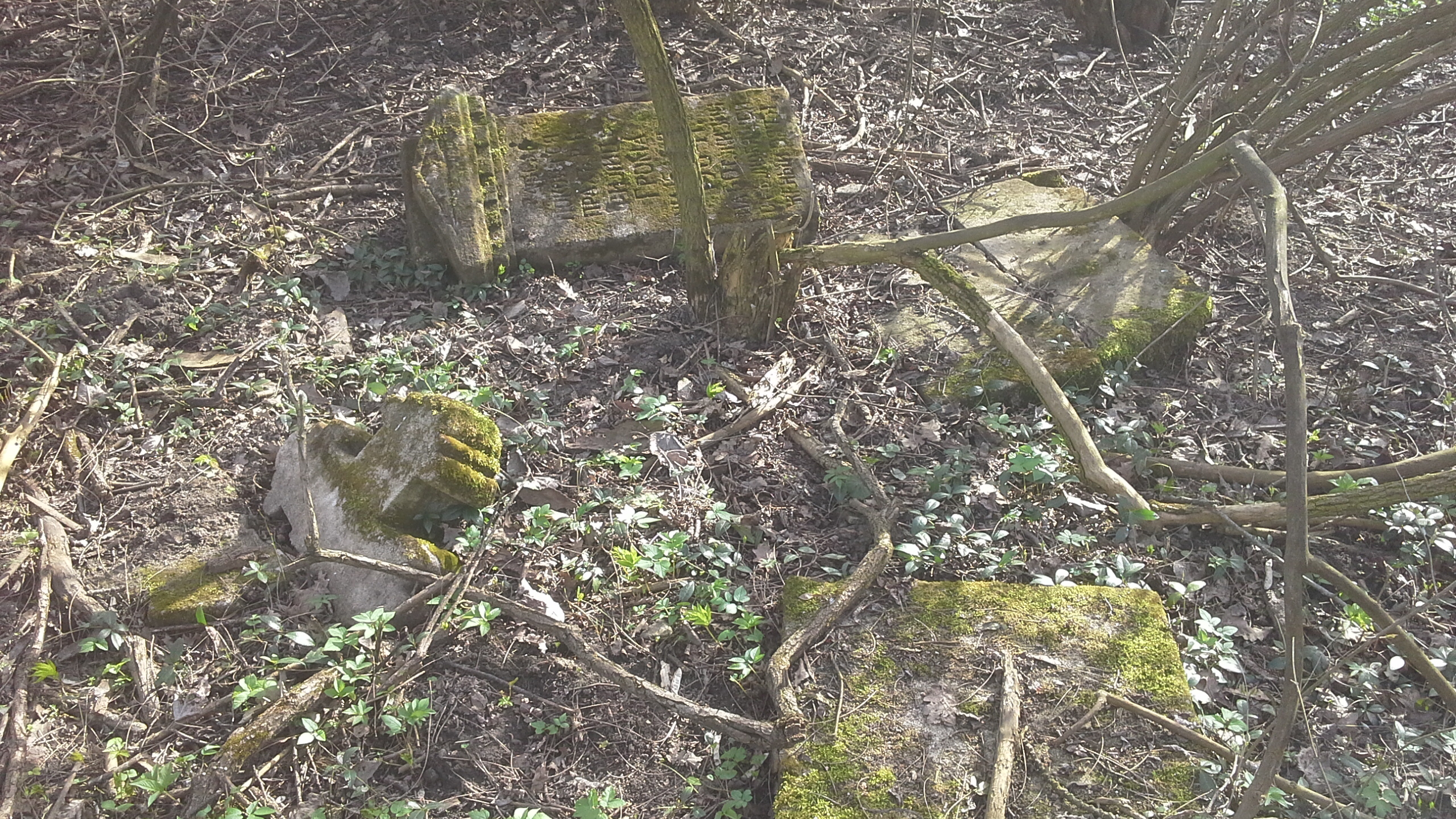
Цвинтар православний в Черничині
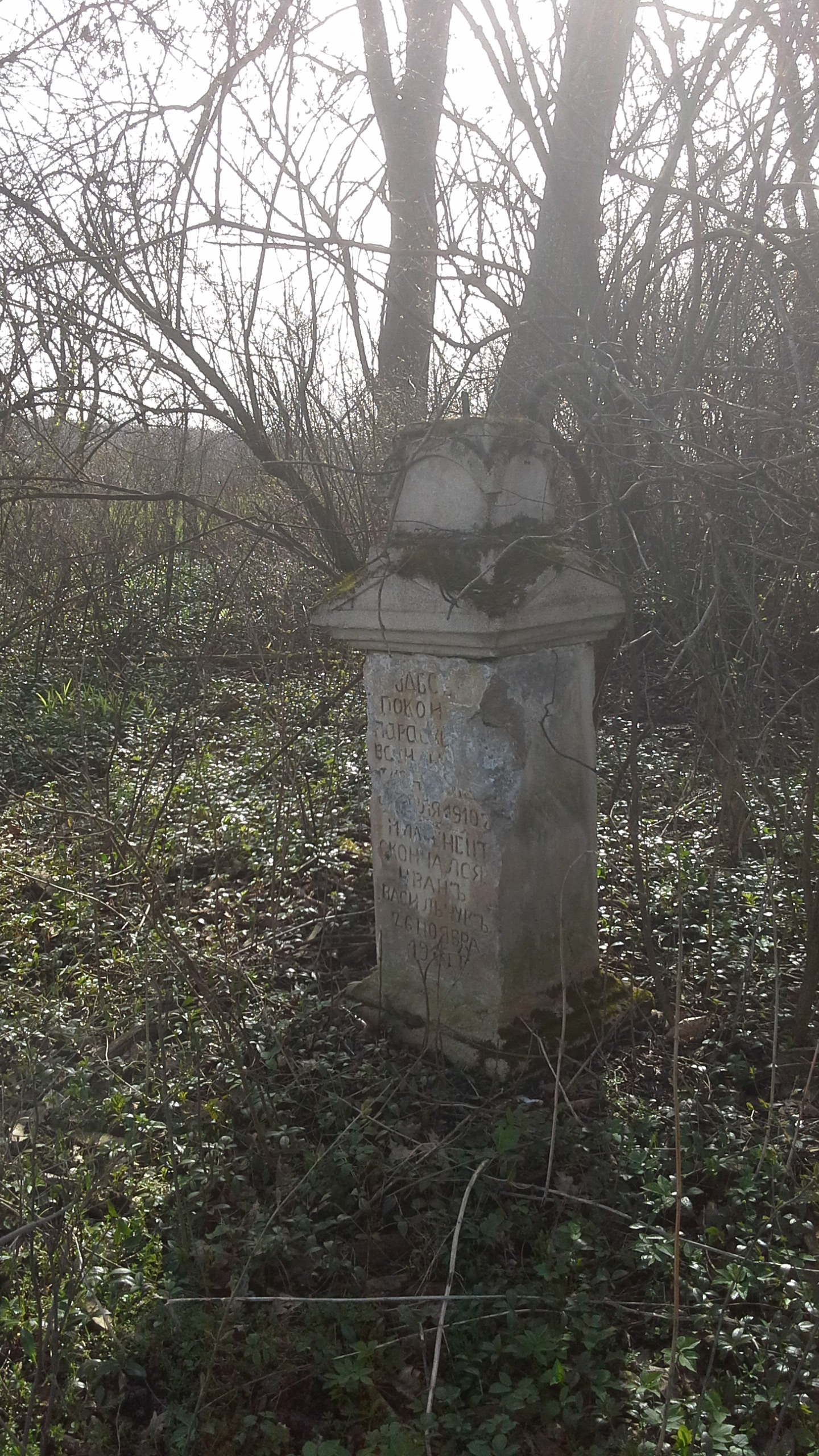
Цвинтар православний в Черничині
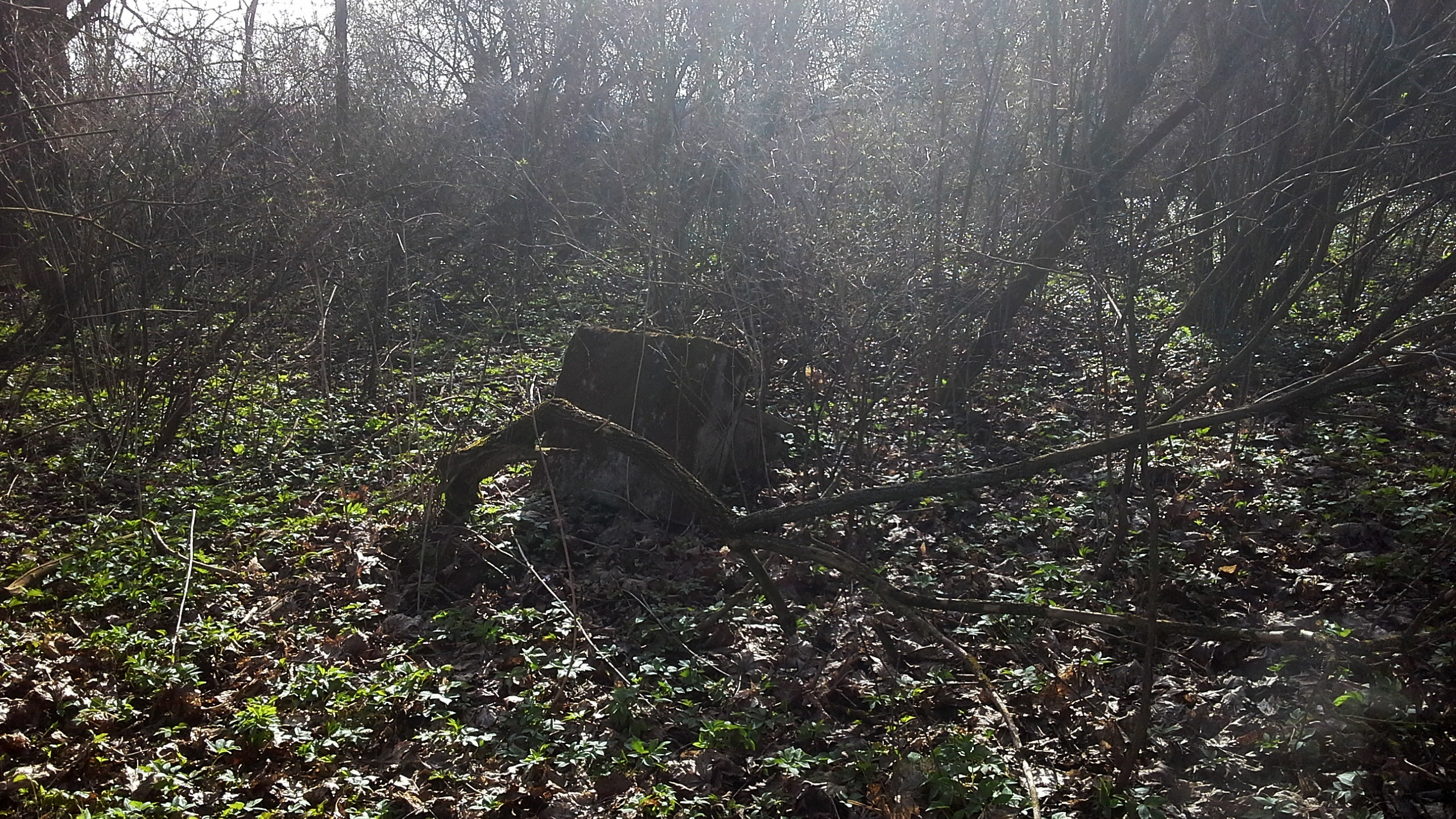
Цвинтар православний в Черничині
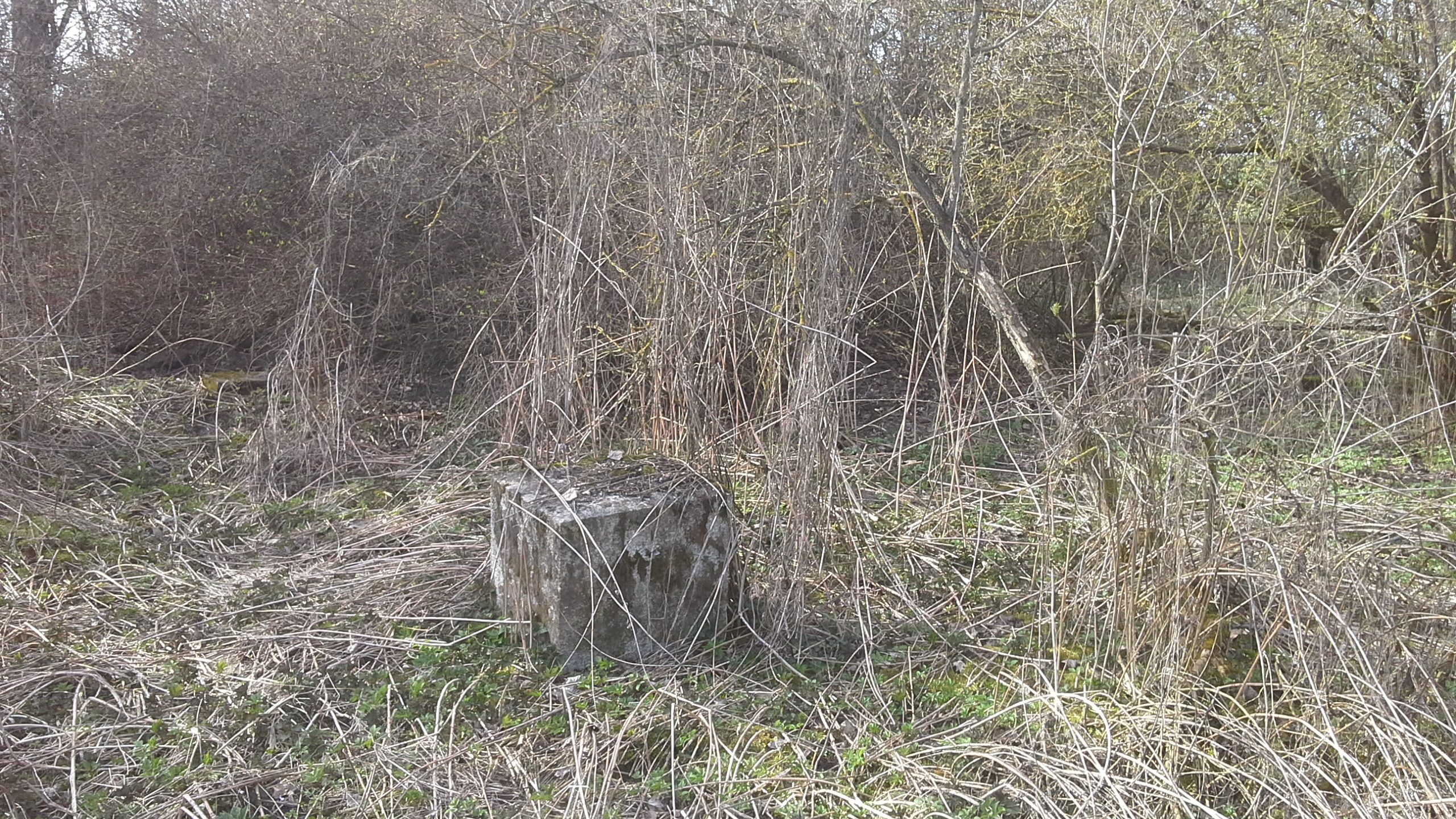
Цвинтар православний в Черничині
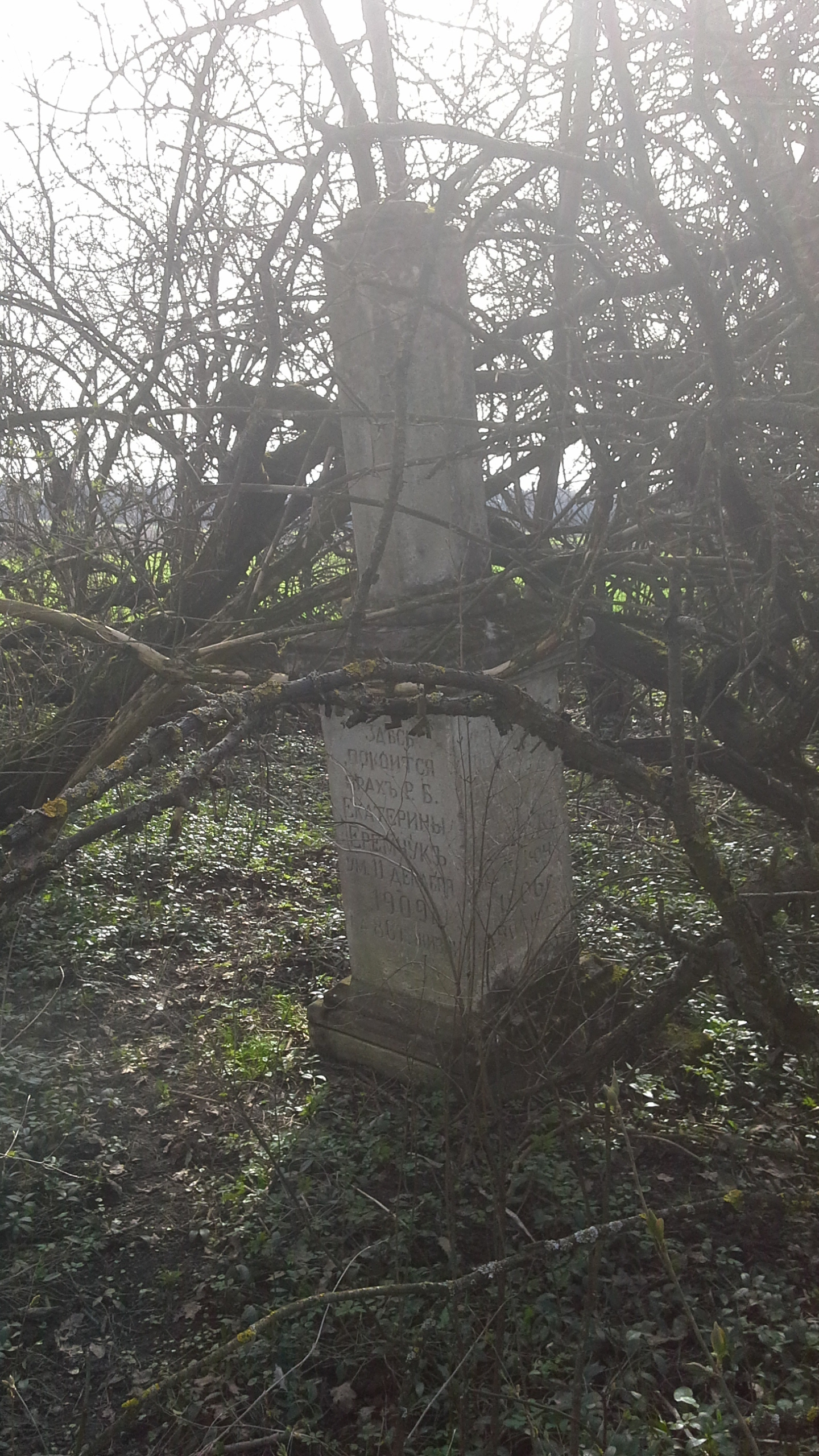
Цвинтар православний в Черничині
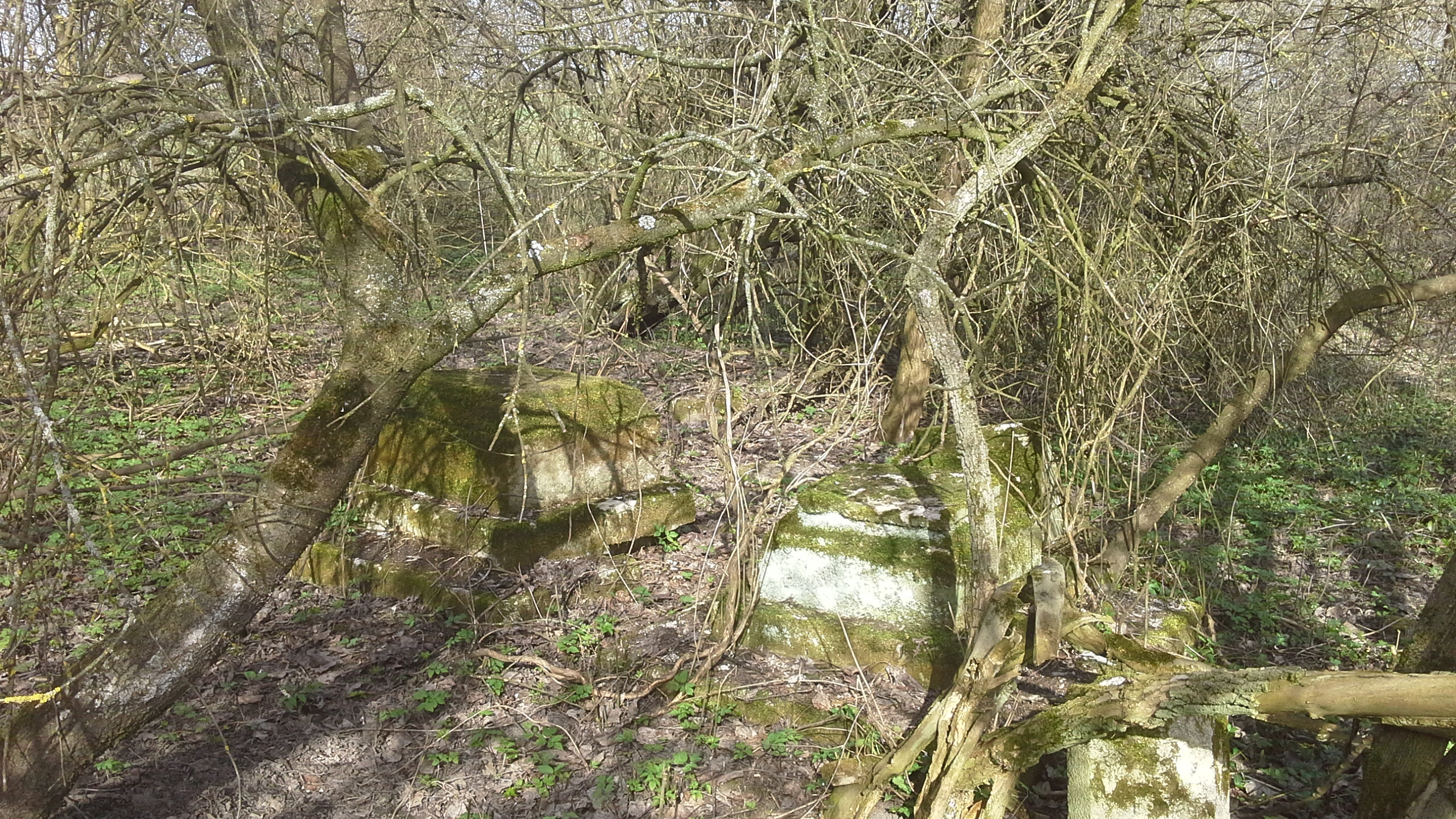
Цвинтар православний в Черничині

## Опис цвинтаря після девастації
Огорожа – не збереглася, сліди рову навколо цвинтаря. 
Хрести зі всіх пам'ятників позбивані, більша частина пам'ятників перевернута та розбита. 
Стан збереження – на кладовищі збереглося півтора десятка кам’яних надгробків. Це православні хрести на постаментах і постаментах з надбудовами. 
Надгробки прикрашені: багатоступеневими ступінчастими карнизами, трикутними тимпанами, фільончастими пілястрами, канелюрами, надгробними написами російською мовою. 
Майже всі надгробки повалені та розбиті, кілька гробниць осквернено.
Упорядкованих могил немає. 
Деревостан - тополя (9), акація (3), дуб, каштан, ясень. Цвинтар поріс густими заростями (черемха, бузина, бузок сніговий, сірень, бузок, хміль дикий), високі зарослі кропиви, сміття - відлякують непрошених гостів від відвідин цього місця.
Більшість пам’ятників виконана з вапняку в формах характеристичних для майстерень кам’яних виробів з околиць Юзефова.
Більшість написів виконано російською мовою, поодинокі інскрипції виконані на церковно-словянській мові, кілька українською мовою, одна польською. 
Надгробки, спільно обрамлені Марфії та Антоніни (померла 1882) та Амалії Михайловської (померла 1907).
Надгробок з мармуру та граніту Степана Громи. 
Усі вони датуються кінцем ХІХ або початком ХХ століття.
В гіршому або кращому стані збереглися до наших днів пам'ятники: Василя Ліборського, Михайла Рудковського, Анни Пилипчук, Павла Волоха, Степана Грома, Катерини Єремчук, Амалії Михайловської, Магдалени Гресь, дітей Елевферія Цішинського, вчителя початкової школи в Черничині: Бориса, Віри та Дмитра і ще 3 пам'ятники, в яких не чітко збереглися написи

## Реновація

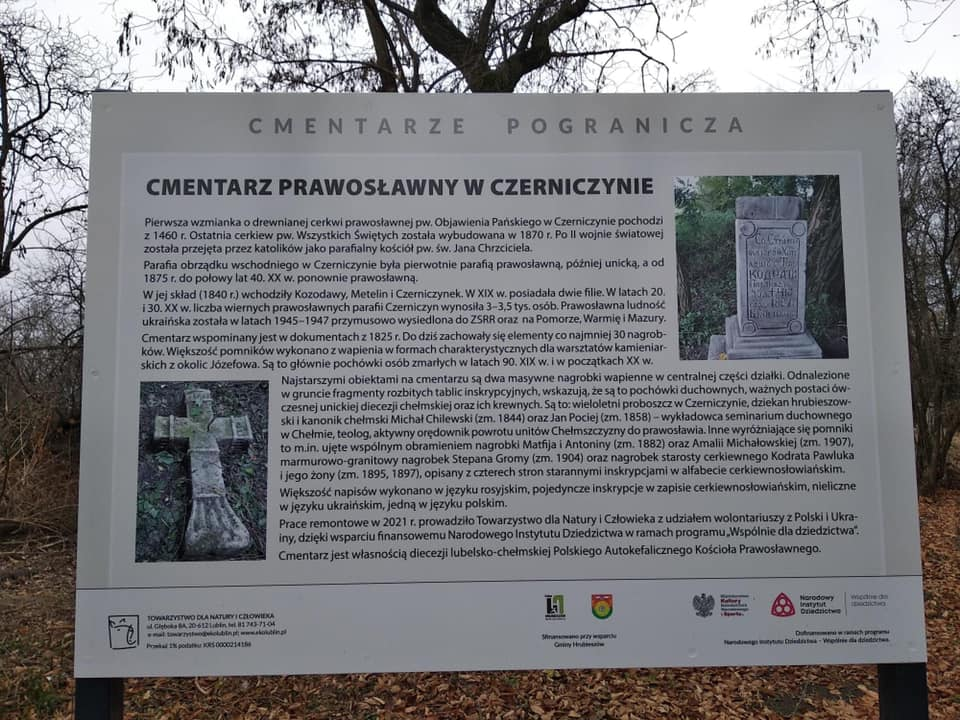
Таблиця інформаційна на православному цвинтарі в Черничині

На території цвинтаря в період весна-осінь 2021 впорядковано територію цвинтраря, очищено та проведено реконструкцію надгробків, підняття, вирівнювання і встановлення пам'ятників. Встановленно інформаційну таблицю на православному цвинтарі в Черничині.
Ремонтні роботи проводило „Товариство Охорони Природи та Людини“ за участю волонтерів з Польщі та України, в рамах проєкту «Цвинтарі Прикордоння». Хоча ще далеко до завершення всіх реконструкційних робіт на цьому цвинтарі.
До дня 22.11.2021 віднайдено та збереглося на цвинтарі понад 30 кам’яних надгробків, найстарішим з яких понад 150 років. Багато з них були буквально викопані з-під землі. Серед осіб, поховання яких ідентифіковано, м.ін. Греко-католицьке духовенство, важливі постаті в історії колишньої Холмської уніатської єпархії.
Офіційне відкриття оновленного некрополії в Черничині відбулося у неділю, 21.11.2021.
На зустріч під назвою «Відновлений музей», прийшли жителі Черничина та Метеліна, в тому числі пожежники Чернічинської добровільної пожежної дружини, які підтримали матеріально під час осінніх робіт на цвинтарі, нащадки колишніх жителів, які спочивають на цвинтарі.

## Спогади
«Колись тут був порядок. Дерев’яний паркан, обгороджений навколо, – каже Стефанія Станіславек із Метеліна. – Пам’ятаю, це був 1943 чи 1942 рік. Коли ми ховали бабусю, я була зовсім маленькою. На цьому кладовищі в мене є бабуся і брат дядько, а де і що, я нічого не знаю. Ми стоїмо перед могилою дядькової матері. Це єдина могила, що залишилася. Були ще, земляні, з хрестами, товсті, дубові».

## Нагробкі

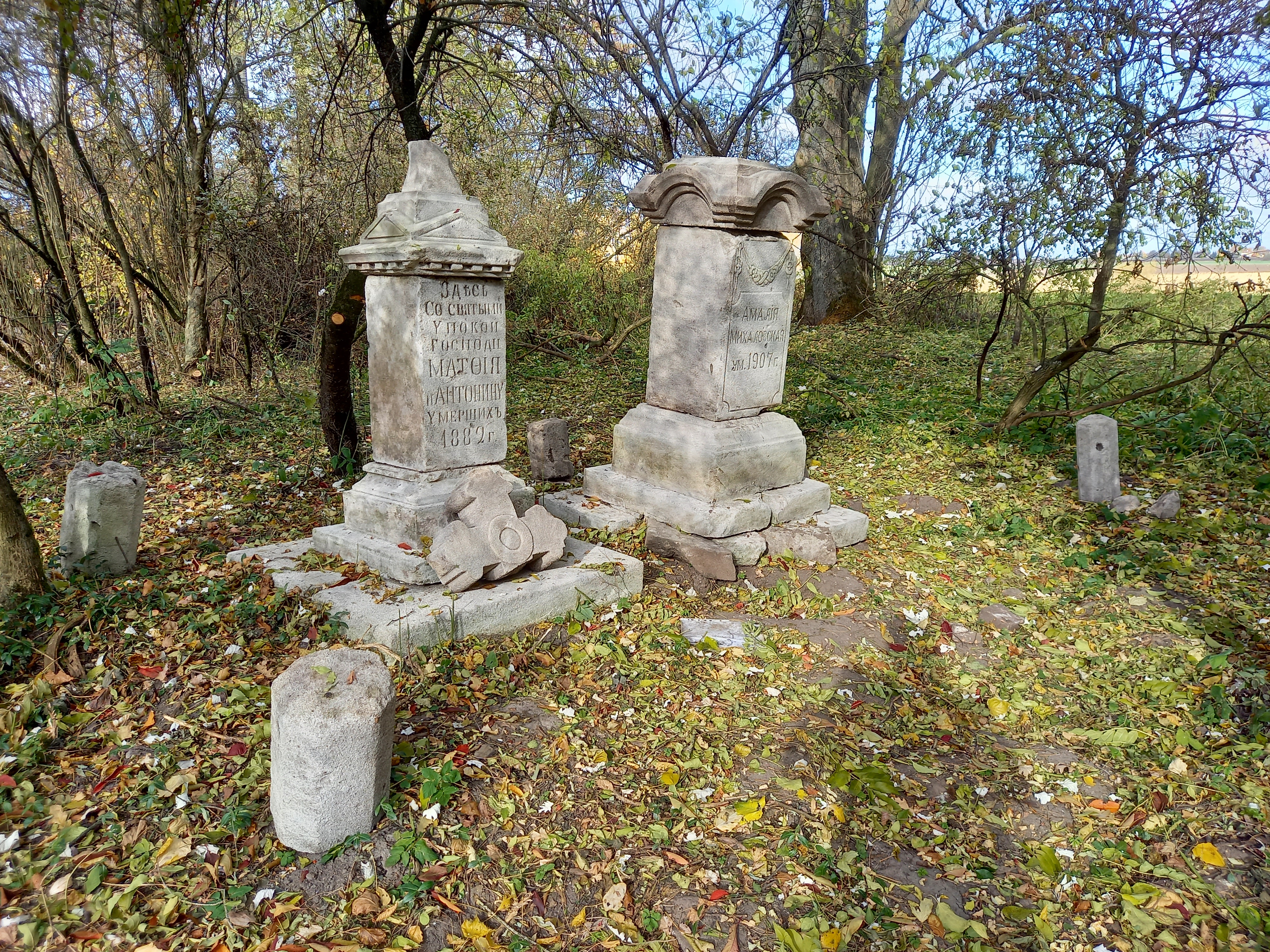
Православний цвинтар в Черничині.Надгробки спільно обрамлені Марфії та Антоніни (пом.1882), Амалії Михайловської (пом.1907)
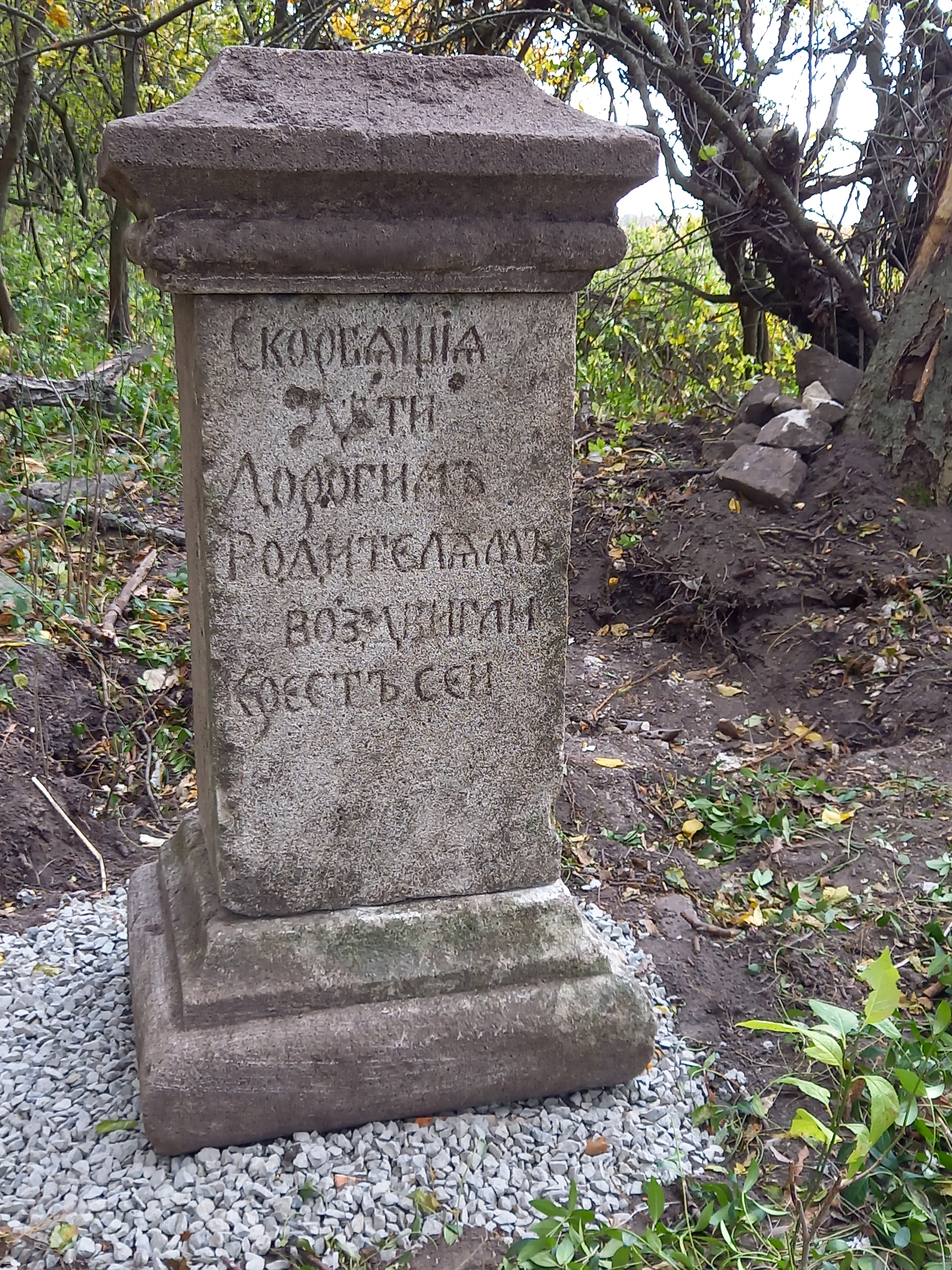
Православний цвинтар в Черничині.Надгробок Андрія і Параскевії Грома (пом.1894).Захід
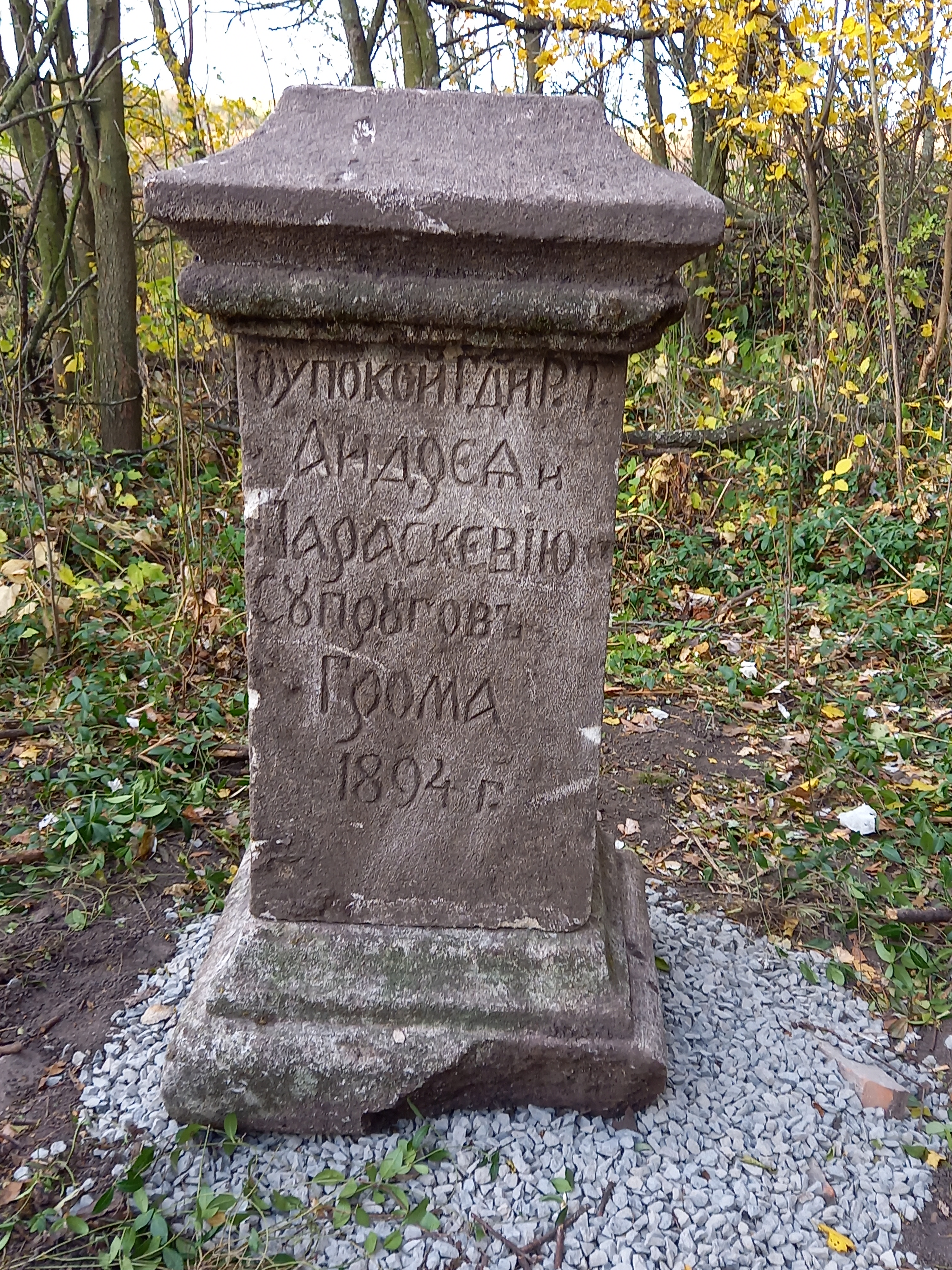
Православний цвинтар в Черничині.Надгробок Андрія і Параскевії Грома (пом.1894)
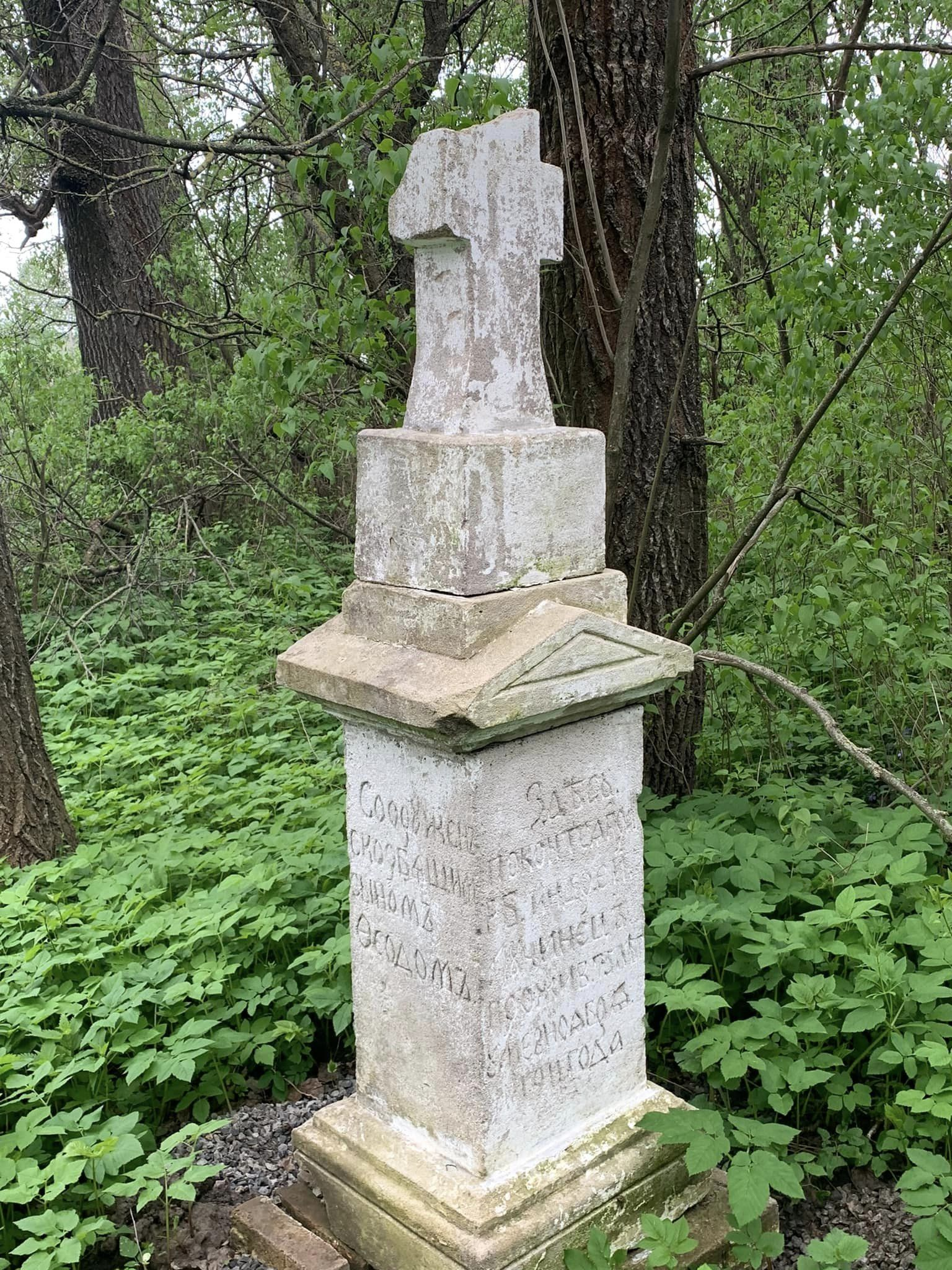
Православний цвинтар в Черничині.Надгробок Андрій Лучинец (пом.1911),
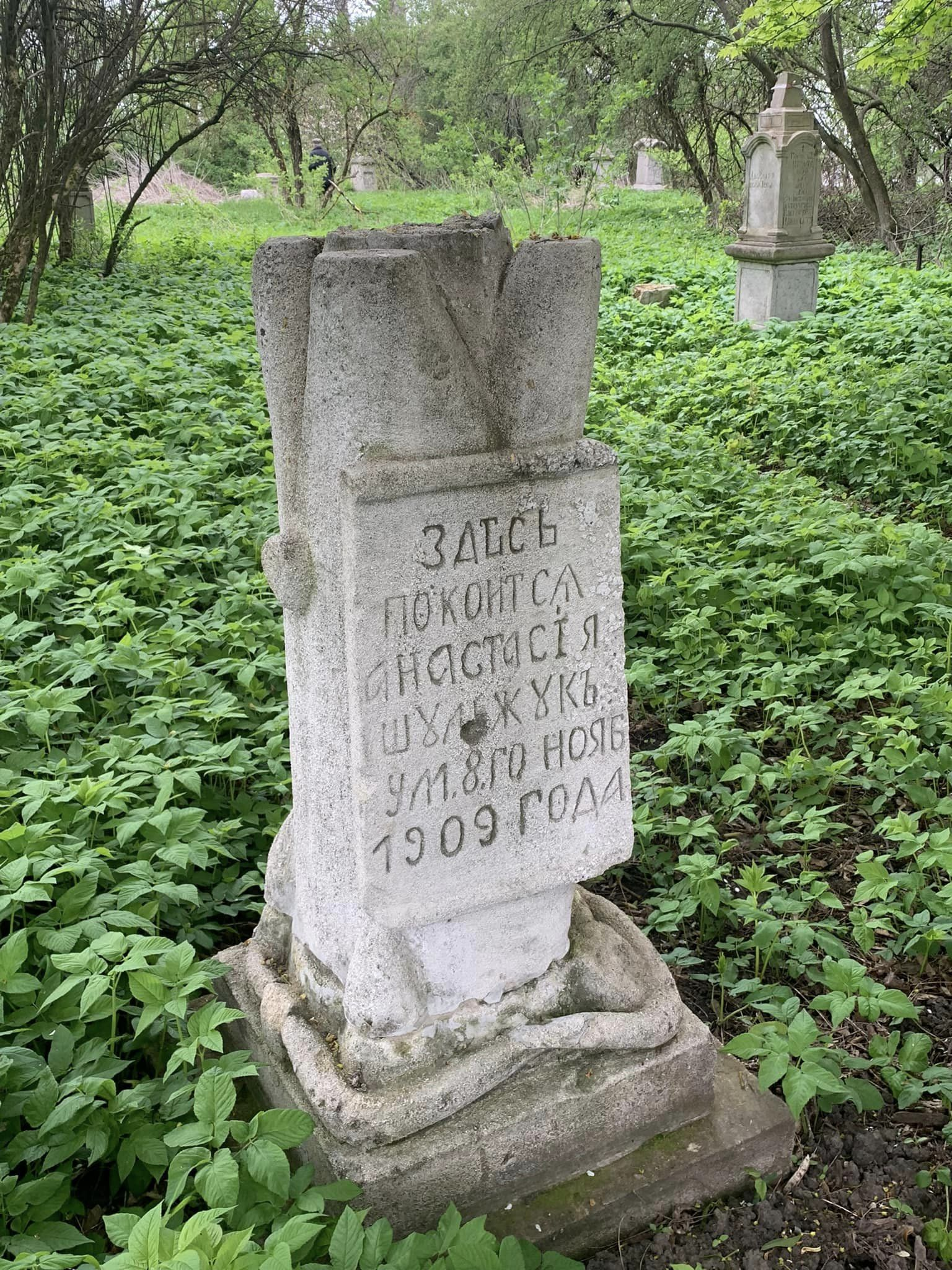
Православний цвинтар в Черничині.Надгробок Анастасія Шульжук (пом.08.11.1909),
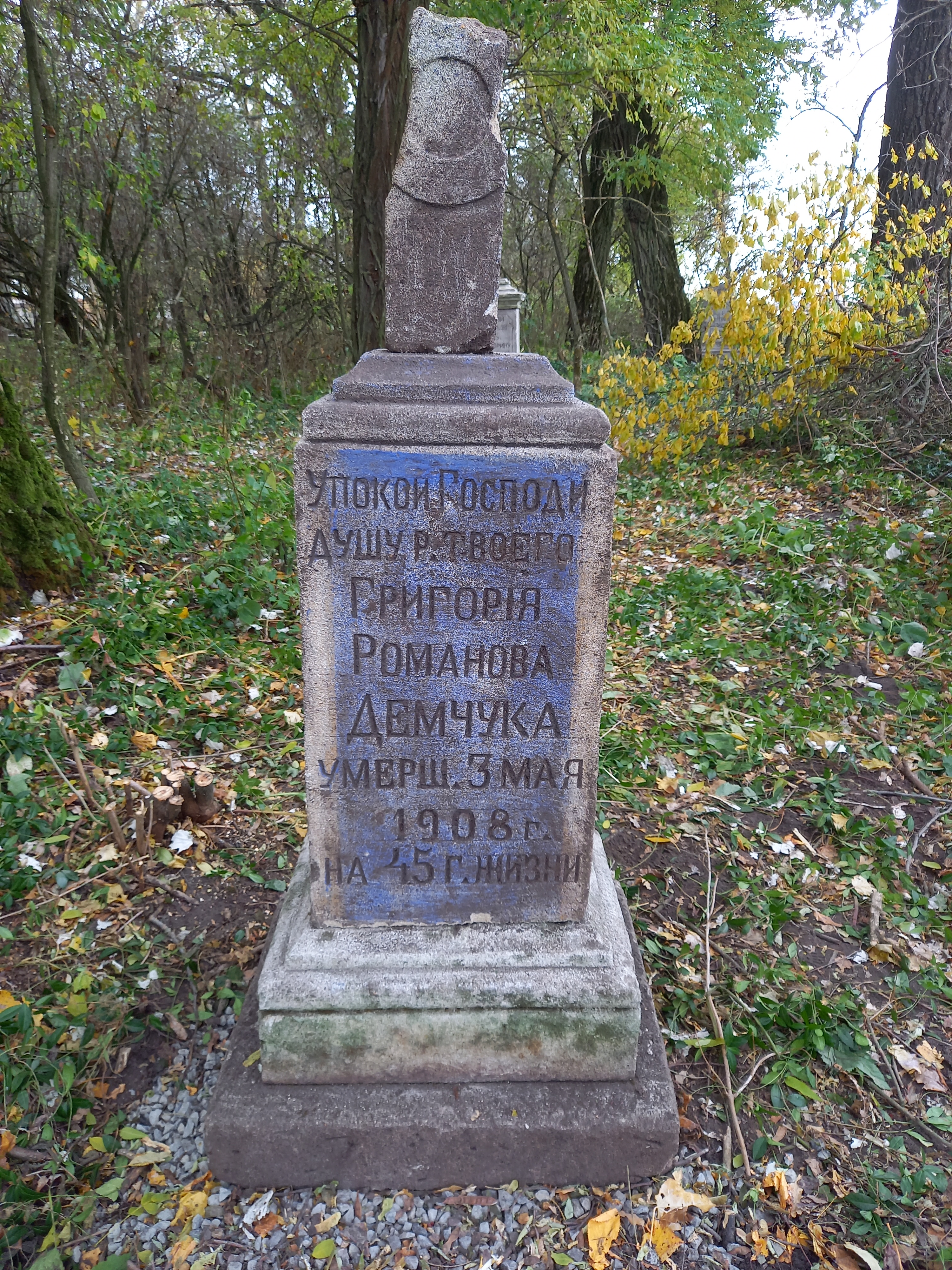
Православний цвинтар в Черничині.Надгробок Григорій Демчук (пом.03.05.1904)
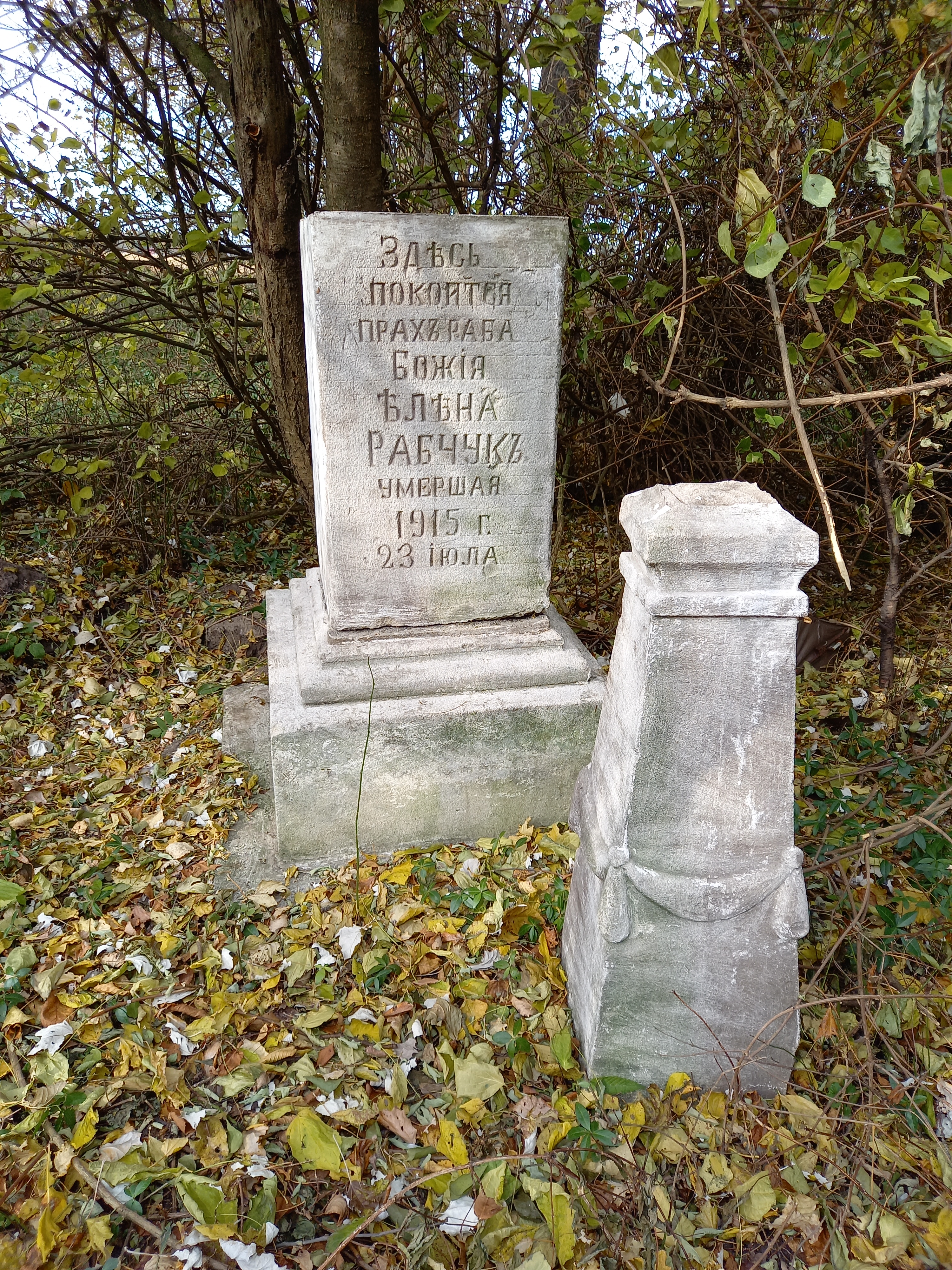
Православний цвинтар в Черничині.Могила Елени Рабчук (пом.23.07.1915).Схід
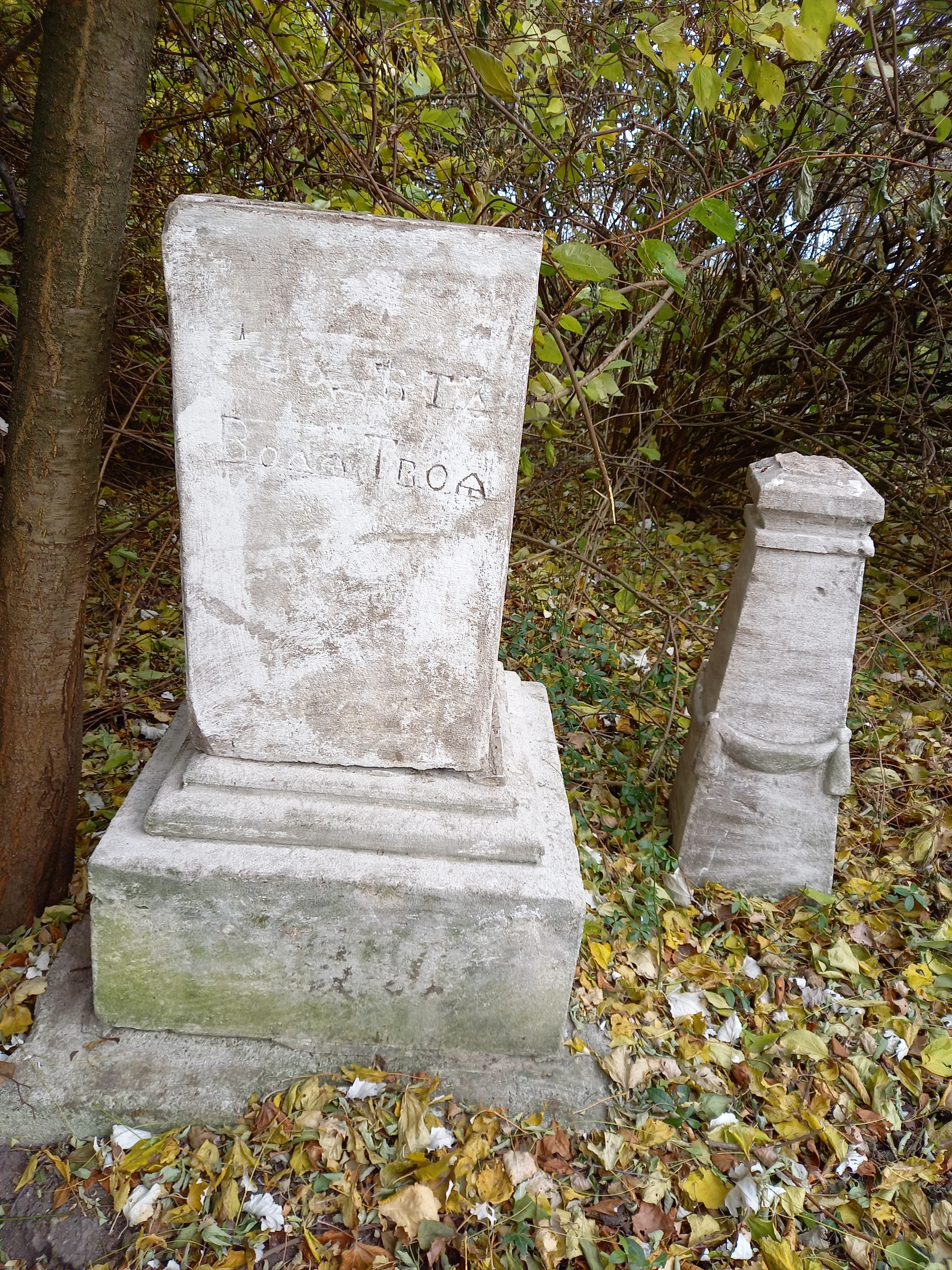
Православний цвинтар в Черничині.Могила Елени Рабчук (пом.23.07.1915).Південь
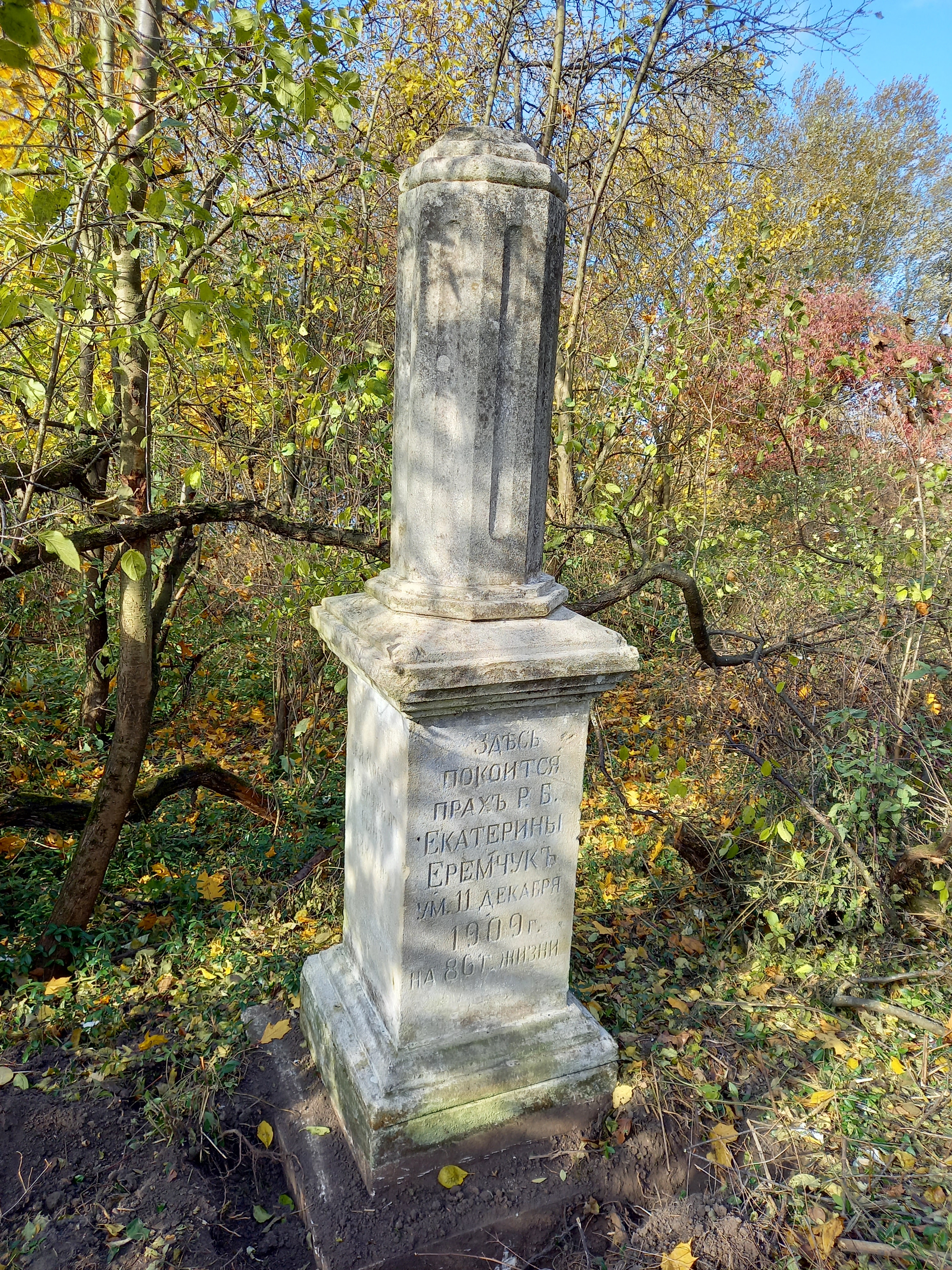
Православний цвинтар в Черничині.Могила Екатерини Еремчук (пом.11.12.1909).Схід
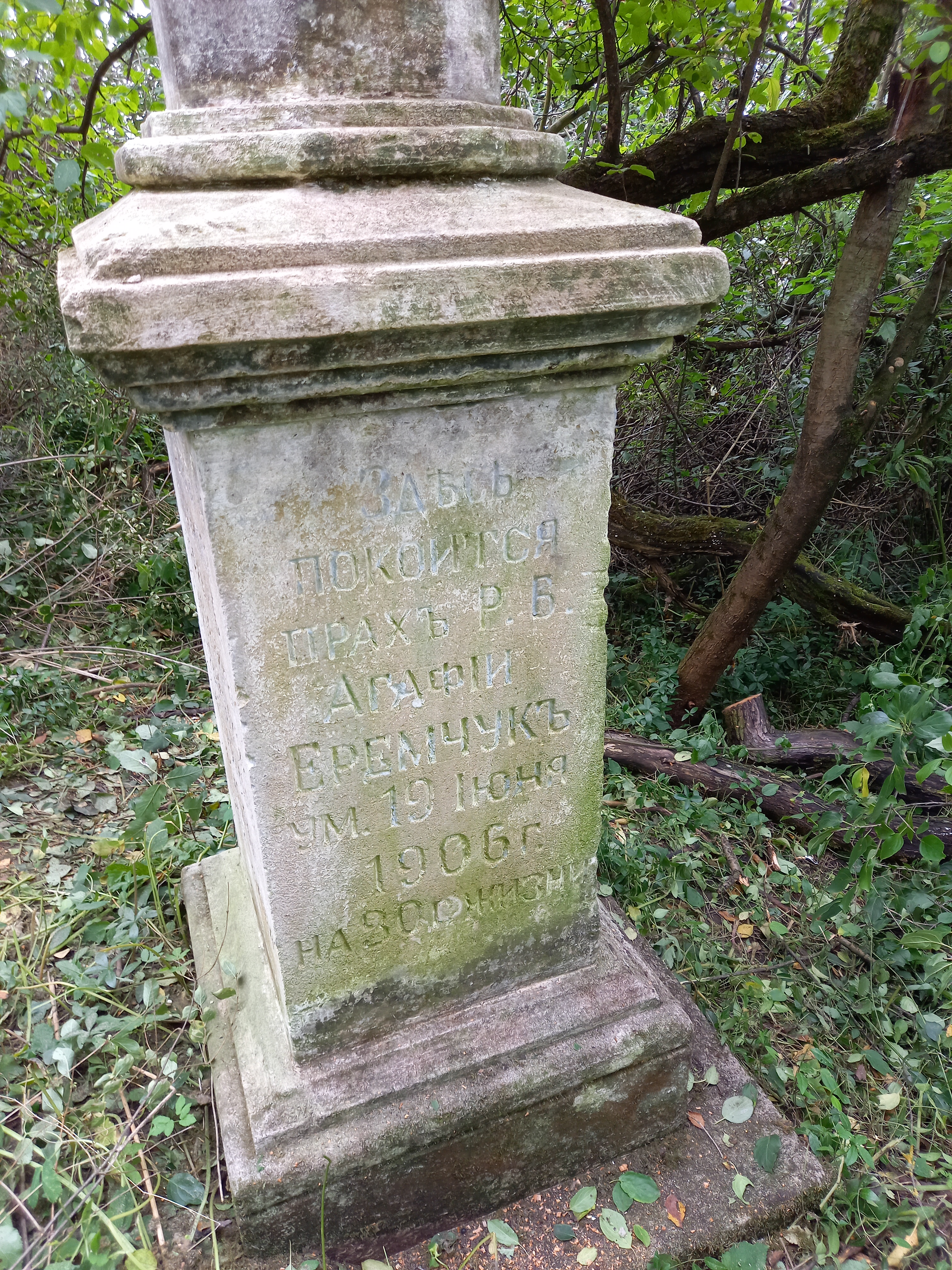
Православний цвинтар в Черничині.Могила Екатерини Еремчук (пом.11.12.1909).Північ
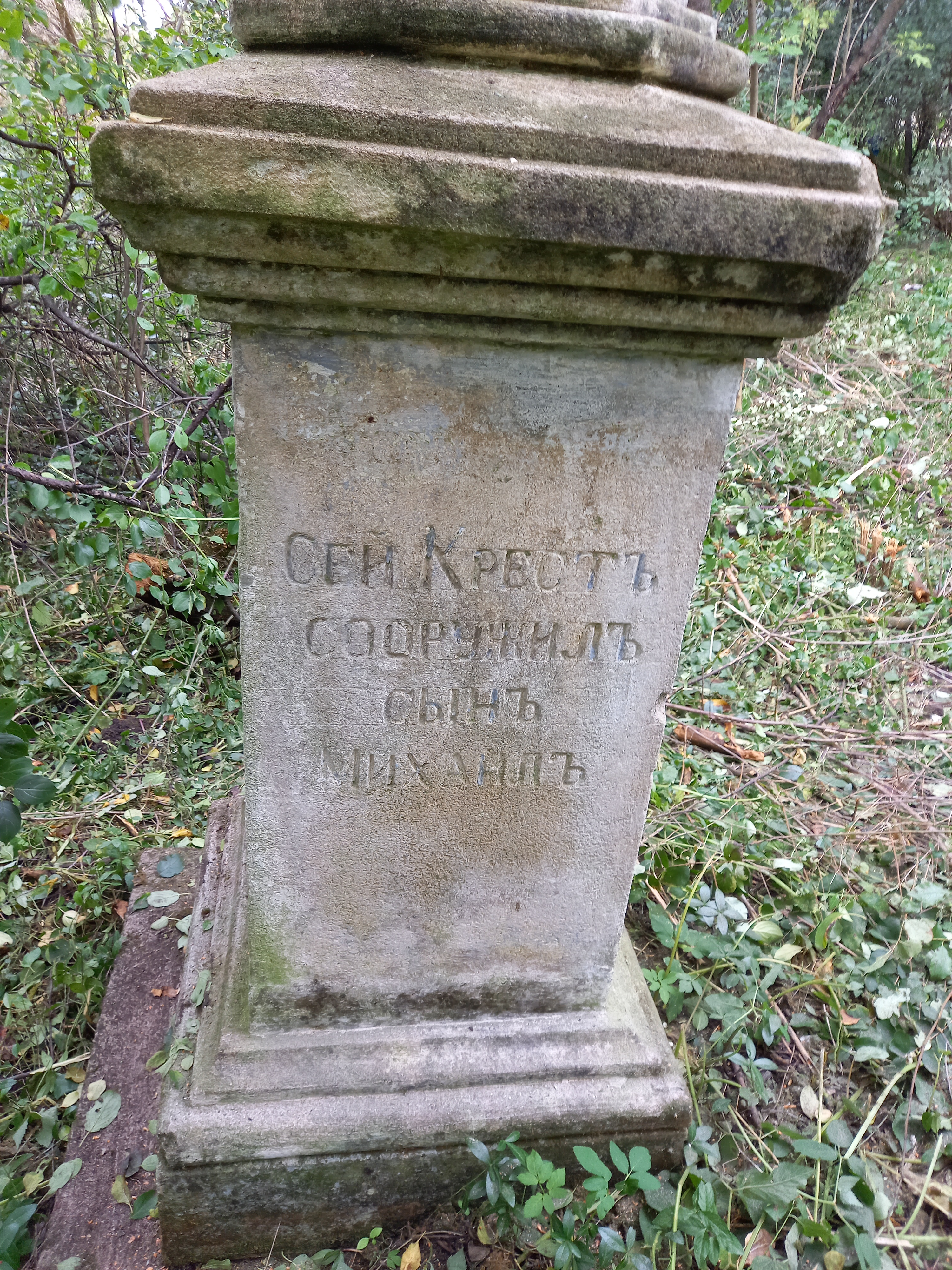
Православний цвинтар в Черничині.Могила Екатерини Еремчук (пом.11.12.1909).Південь
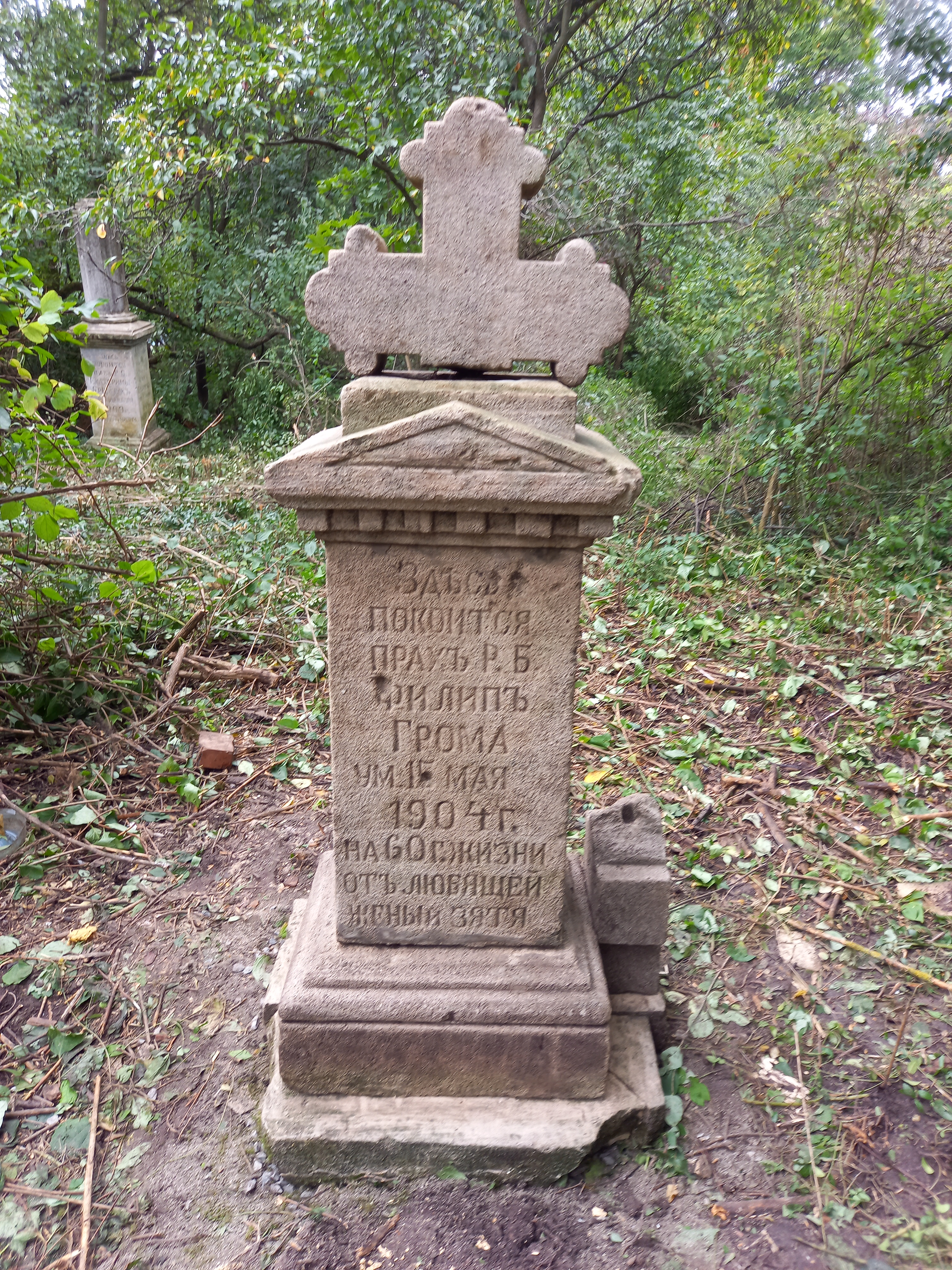
Православний цвинтар в Черничині.Могила Филип Грома (пом.15.05.1904)
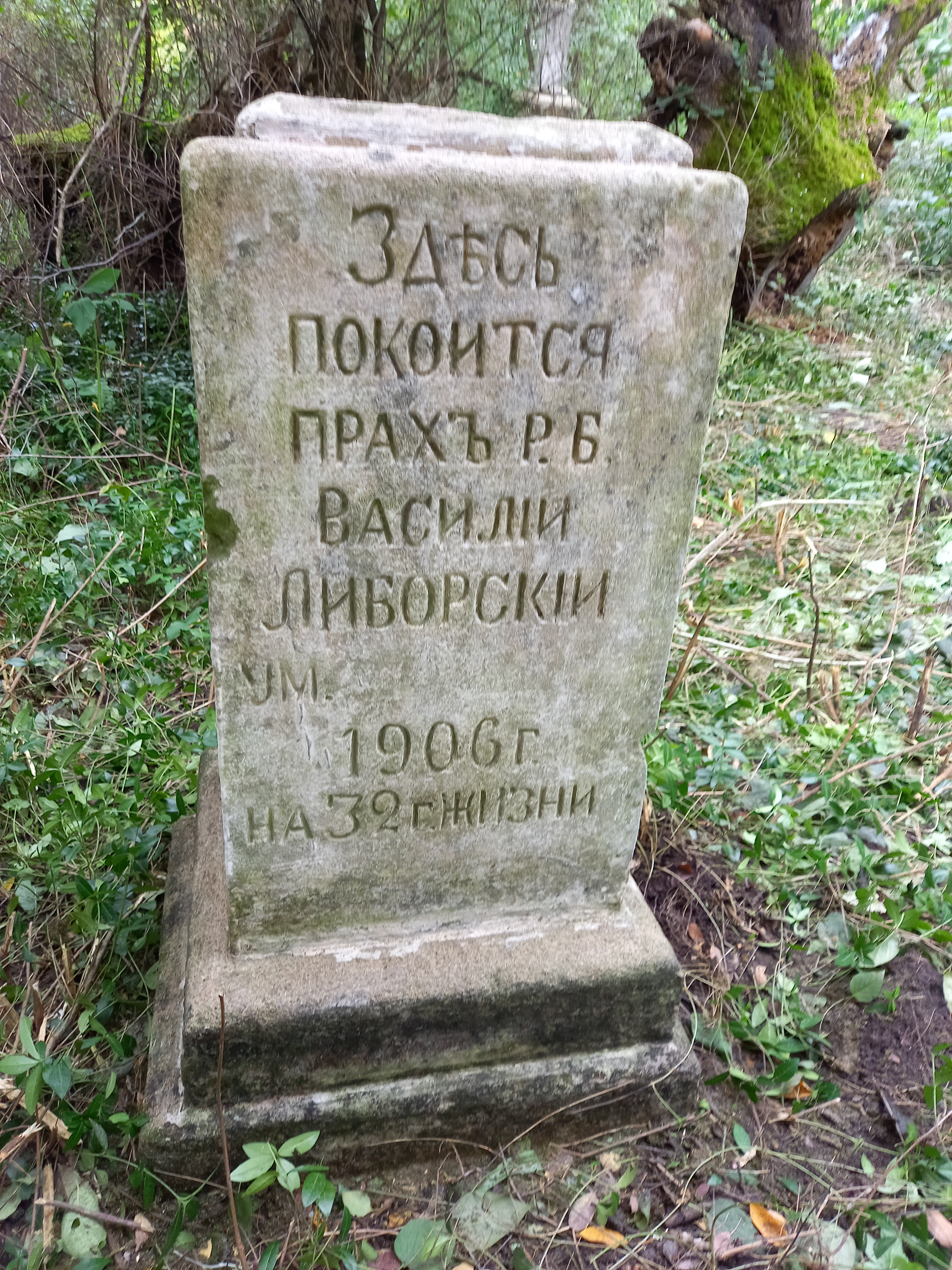
Православний цвинтар в Черничині.Могила Василій Либорський (пом.1906)
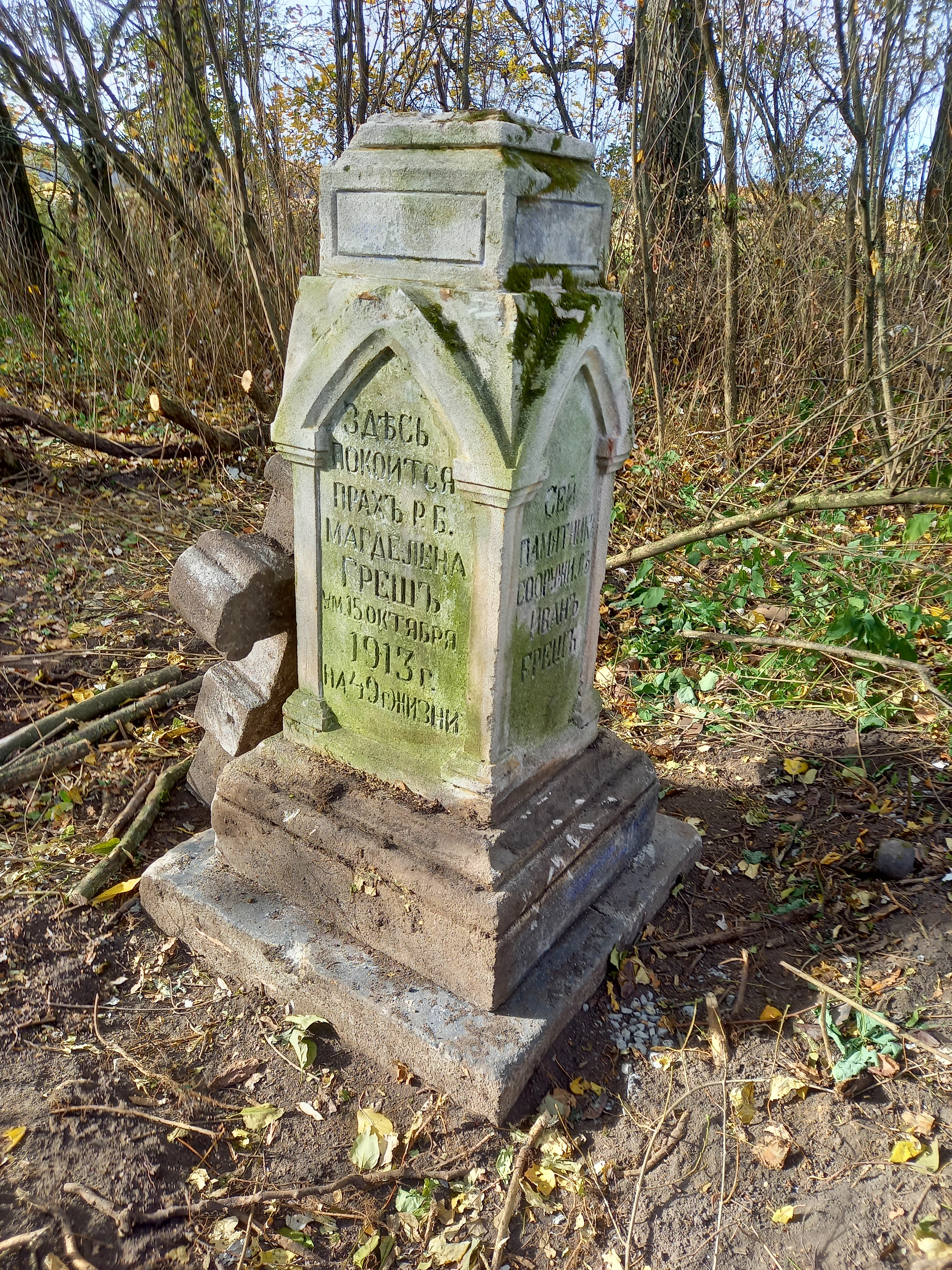
Православний цвинтар в Черничині.Могила Магдалени Грешь (пом.15.10.1913)
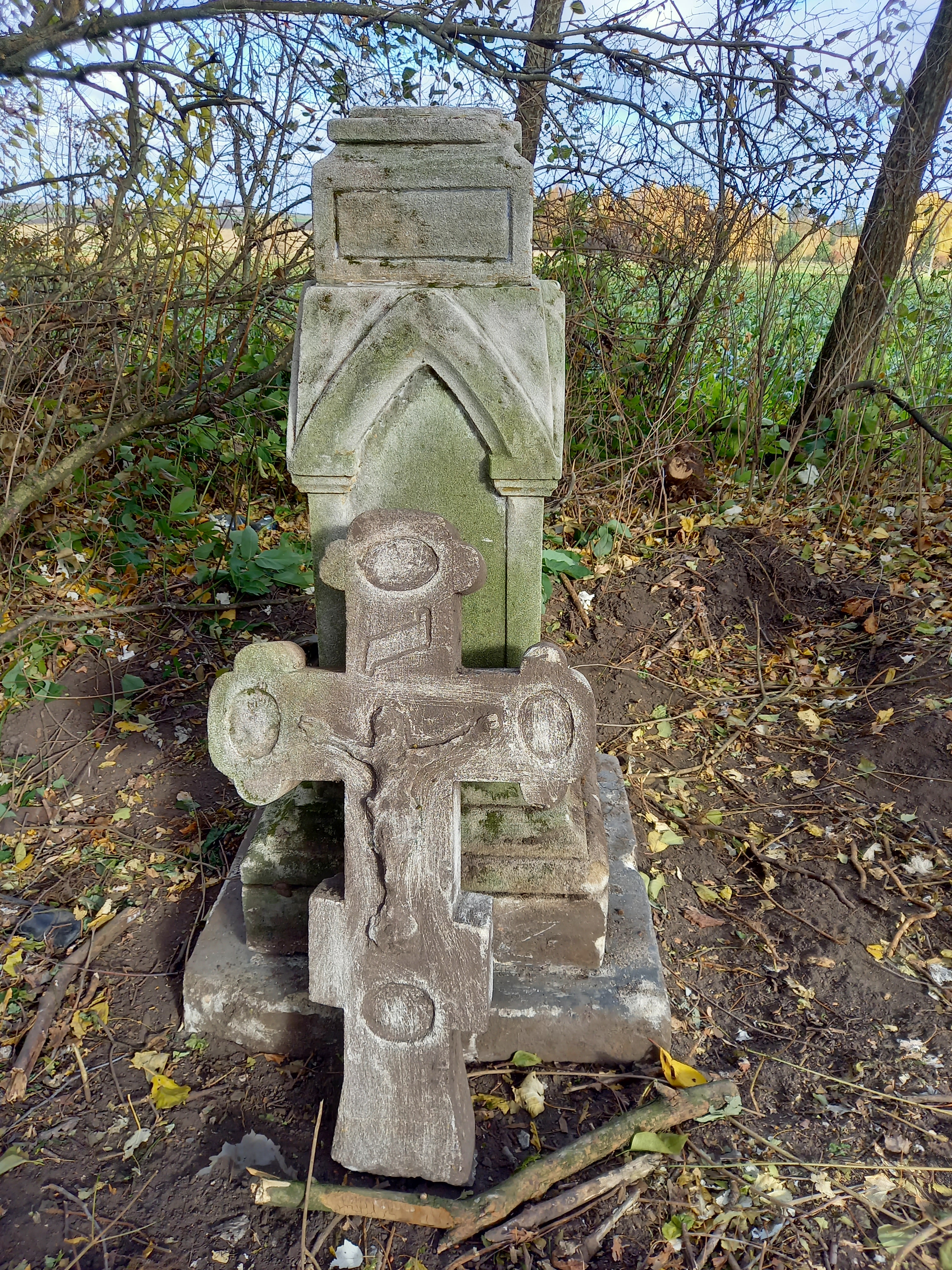
Православний цвинтар в Черничині.Хрест з могили Магдалени Грешь
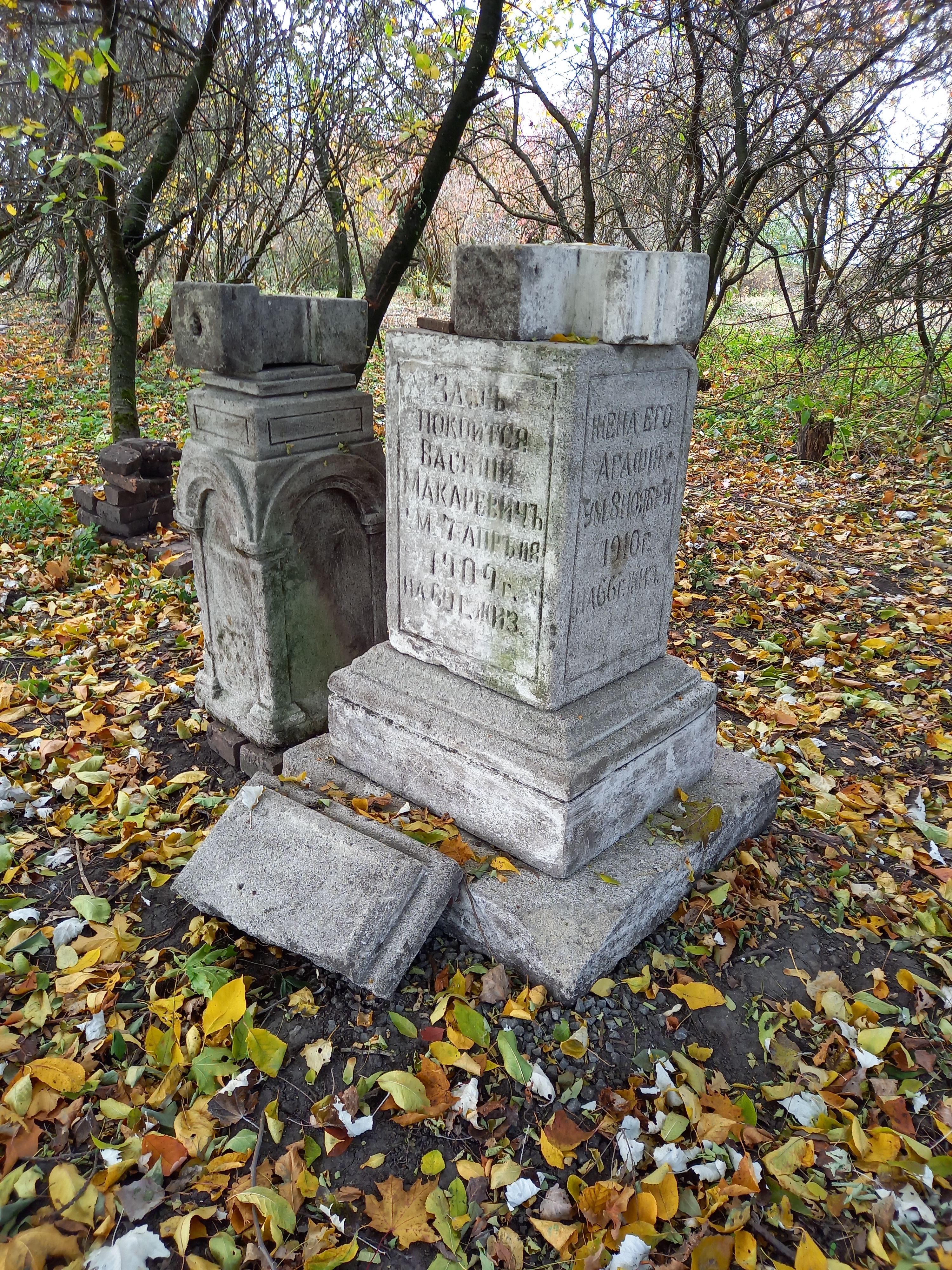
Православний цвинтар в Черничині.Могила Василя (пом.1909), Агафії (пом.1910) Макаревич
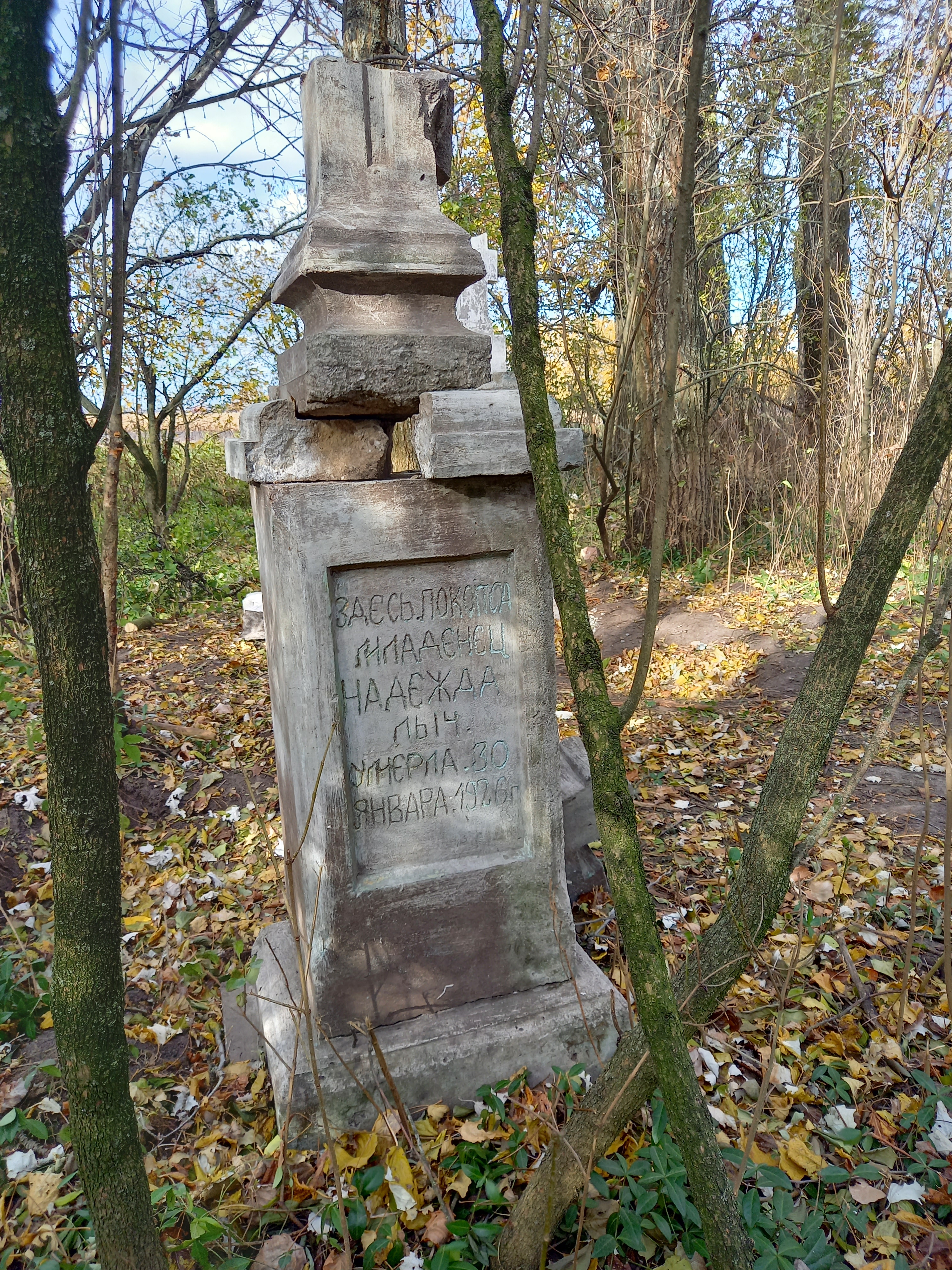
Православний цвинтар в Черничині.Могила Надії Лич (пом.30.01.1926)
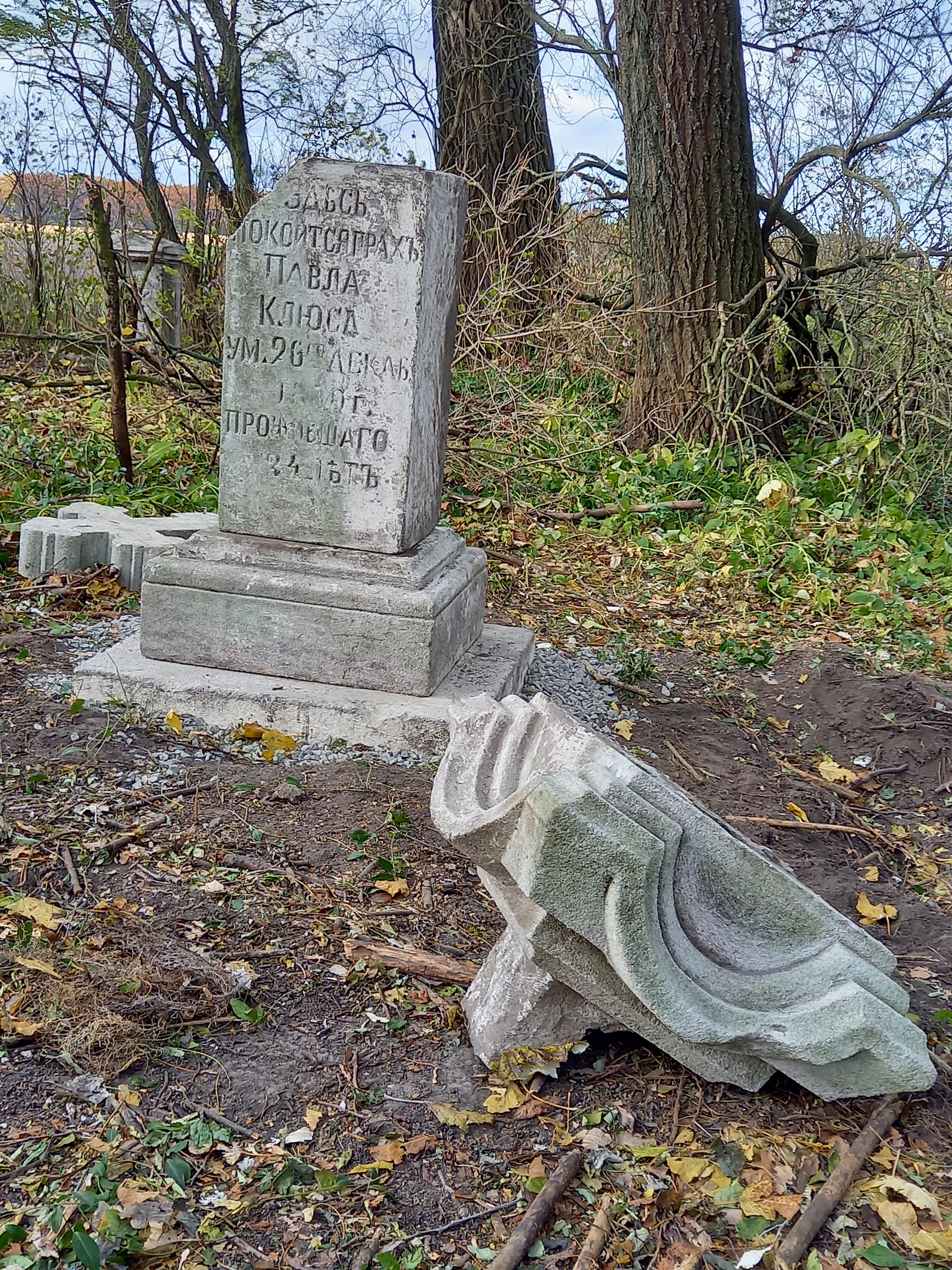
Православний цвинтар в Черничині.Могила Павла Клюса (пом.26.12.1880)
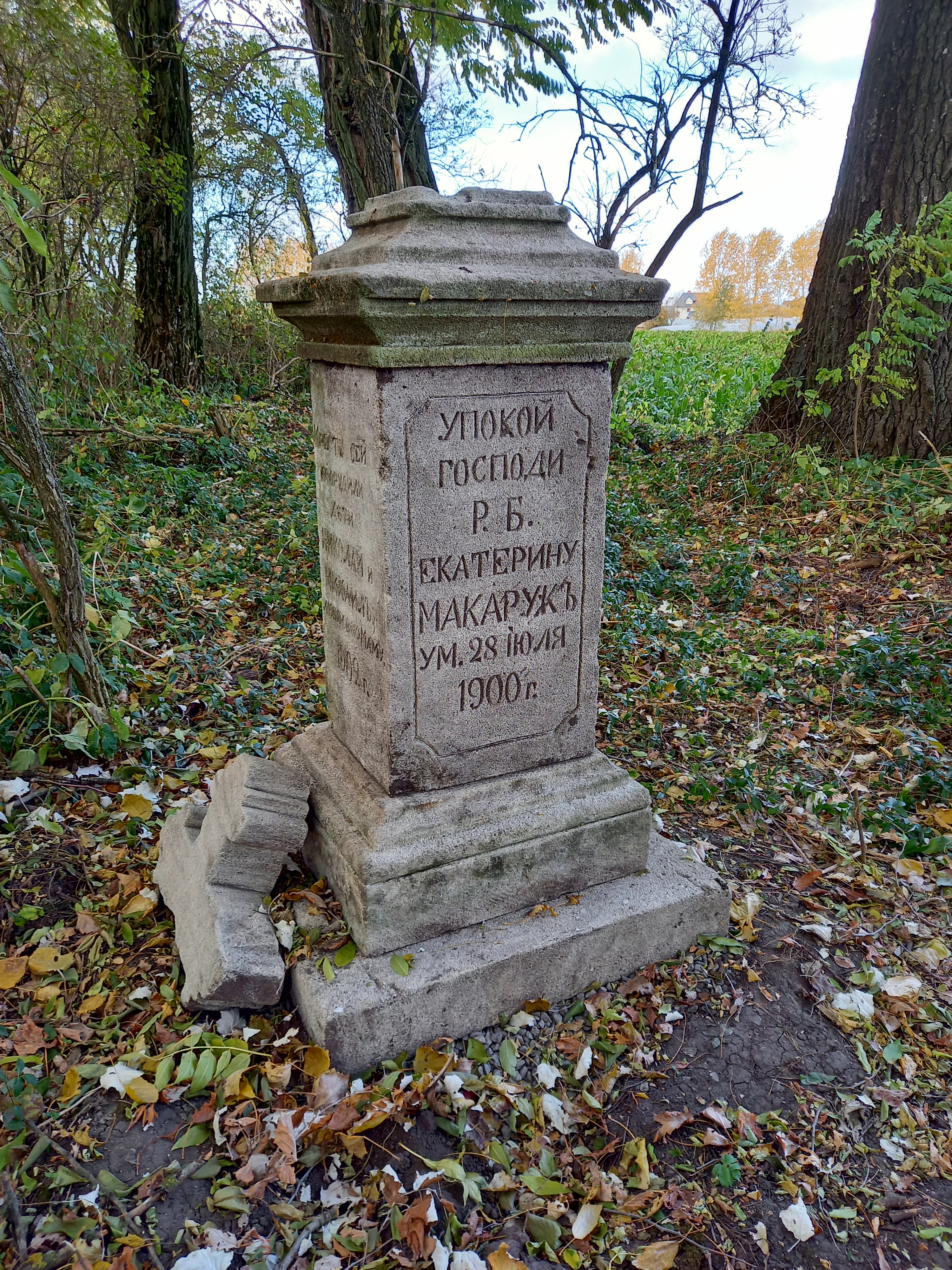
Православний цвинтар в Черничині.Могила Екатерини Макарук (пом.28.07.1900)
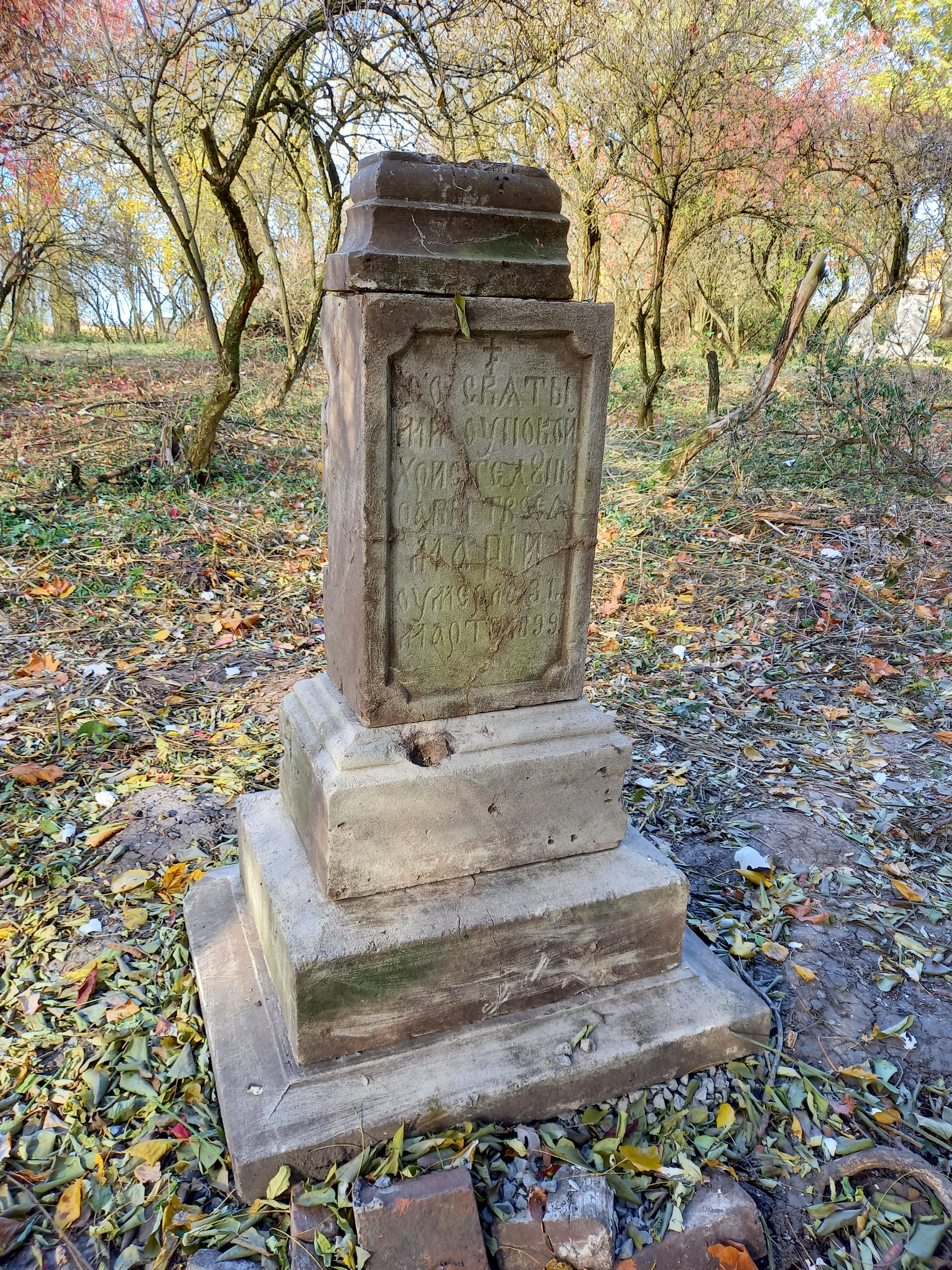
Православний цвинтар в Черничині.Могила Марія Бень (пом.31.03.1899)
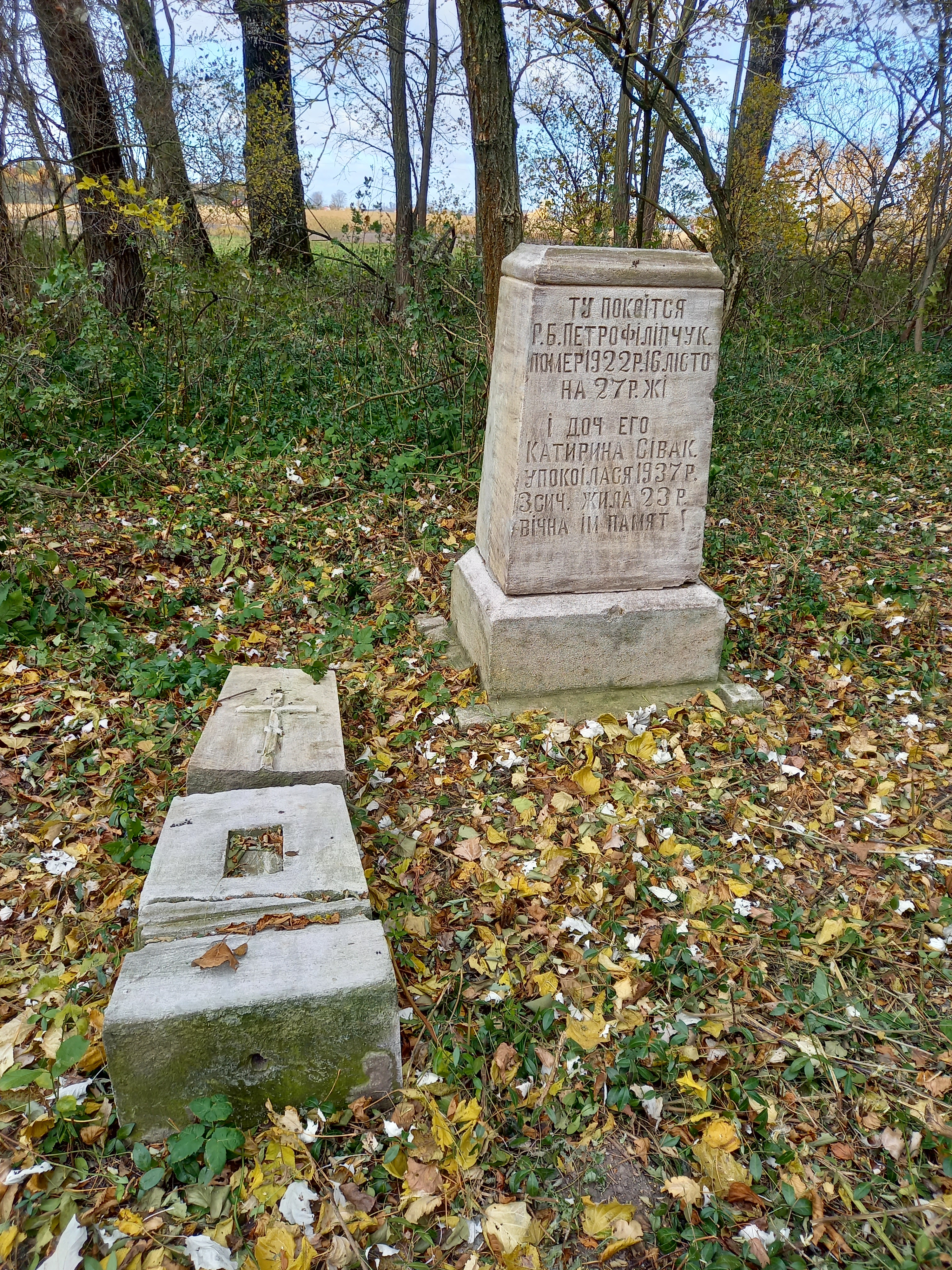
Православний цвинтар в Черничині.Могила Петро Філіпчук(пом.1922), Катирина Сівак(пом.1937)
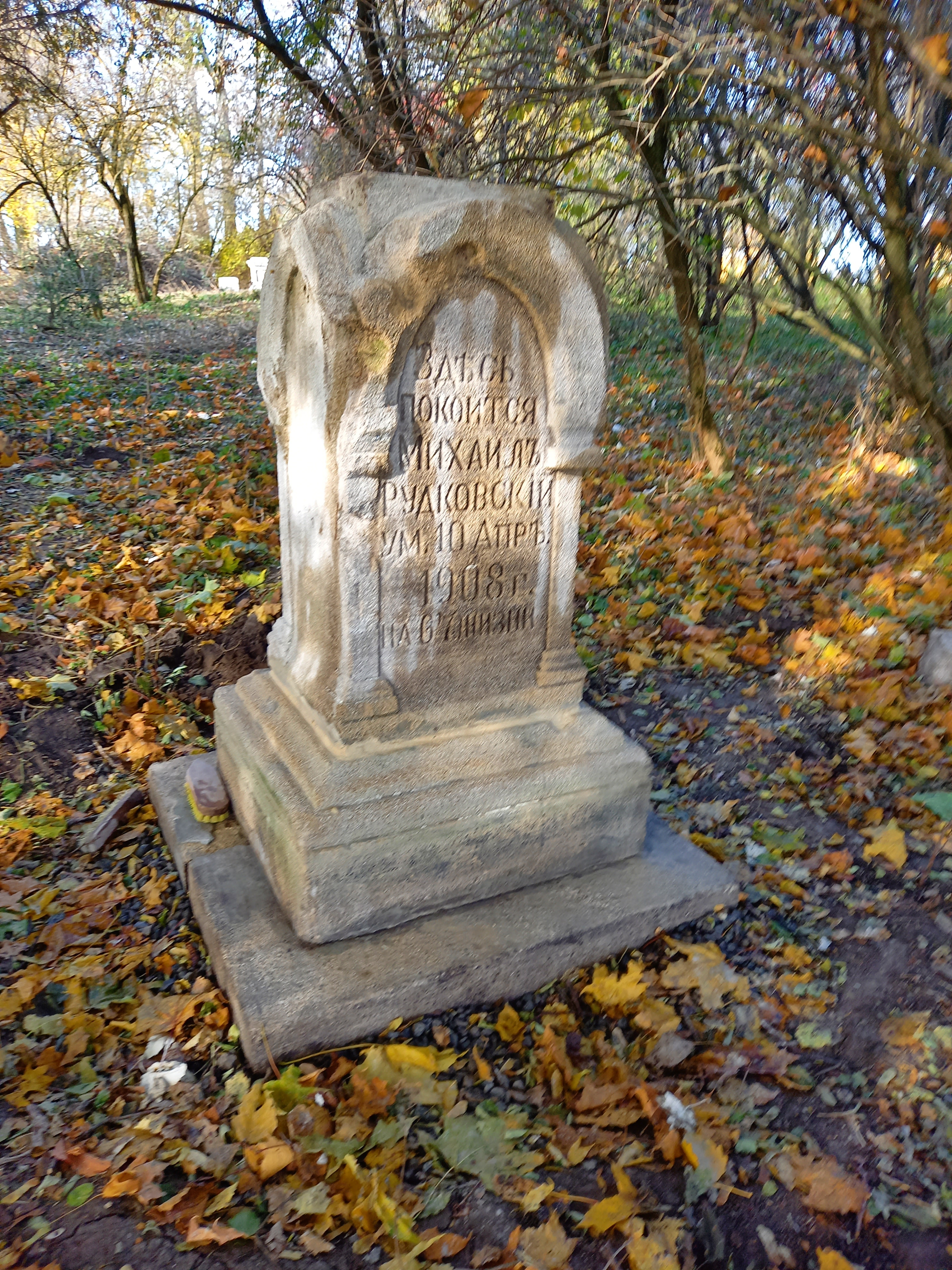
Православний цвинтар в Черничині.Могила Милайла Рудковського(пом.10.04.1908)
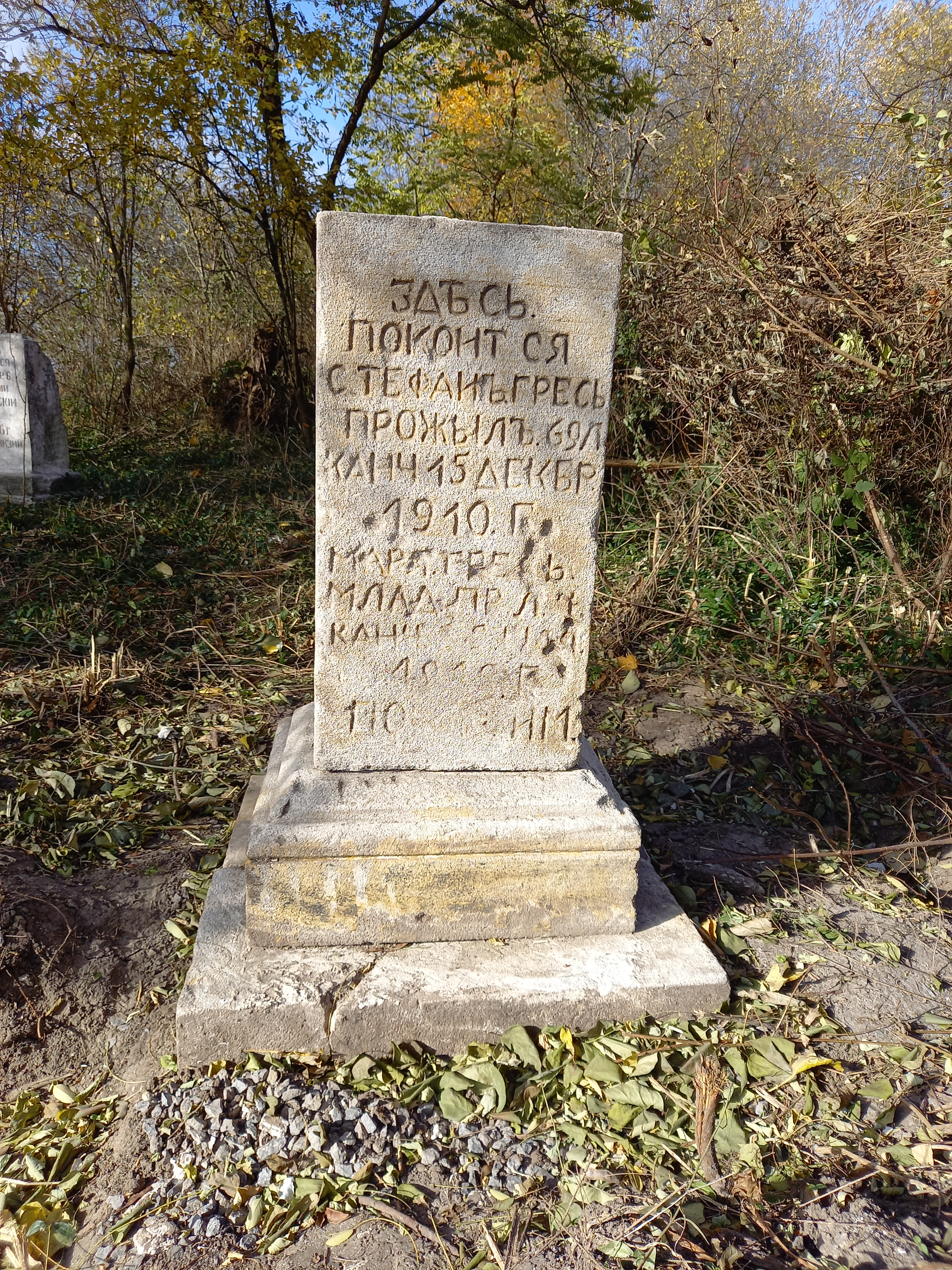
Православний цвинтар в Черничині.Могила Степана Гресь (пом.1910). Марта Гресь
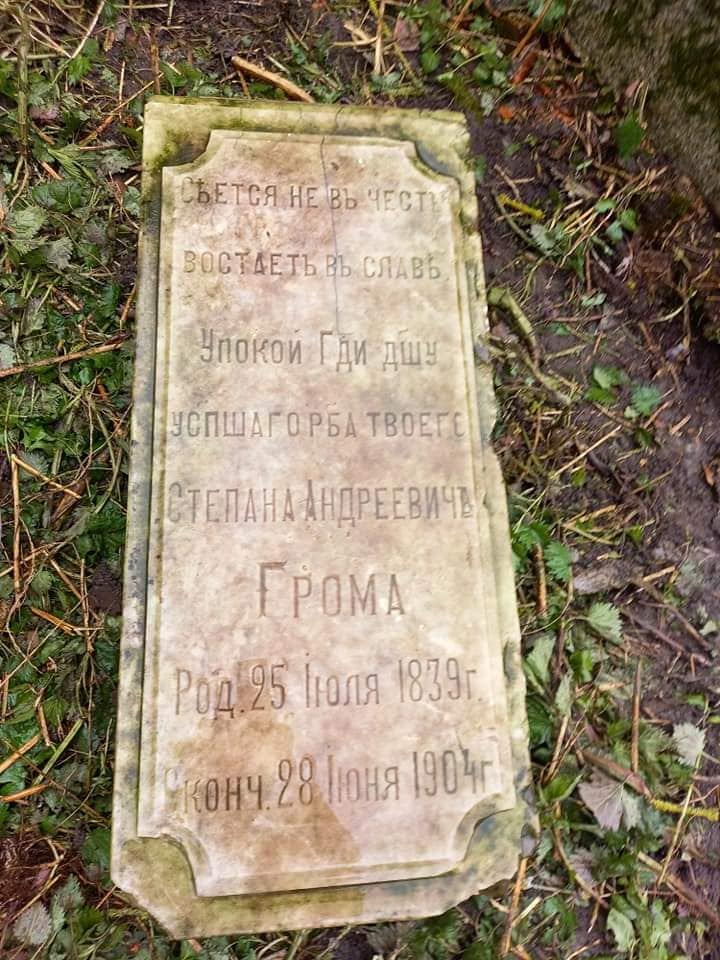
Православний цвинтар в Черничині.Могила Степан Грома(пом.28.06.1904)
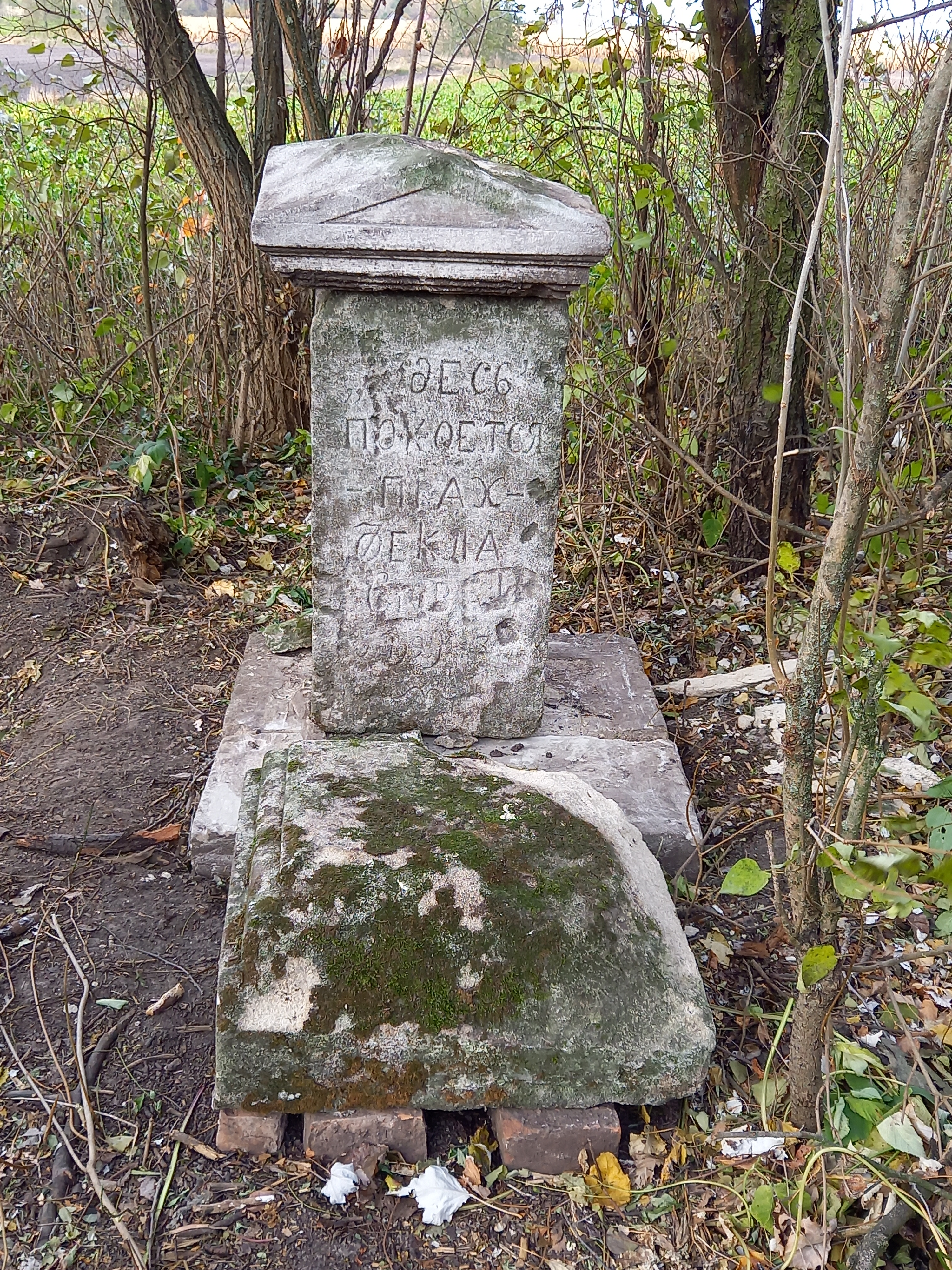
Православний цвинтар в Черничині.Могила Теклі Сівак (пом.1926)
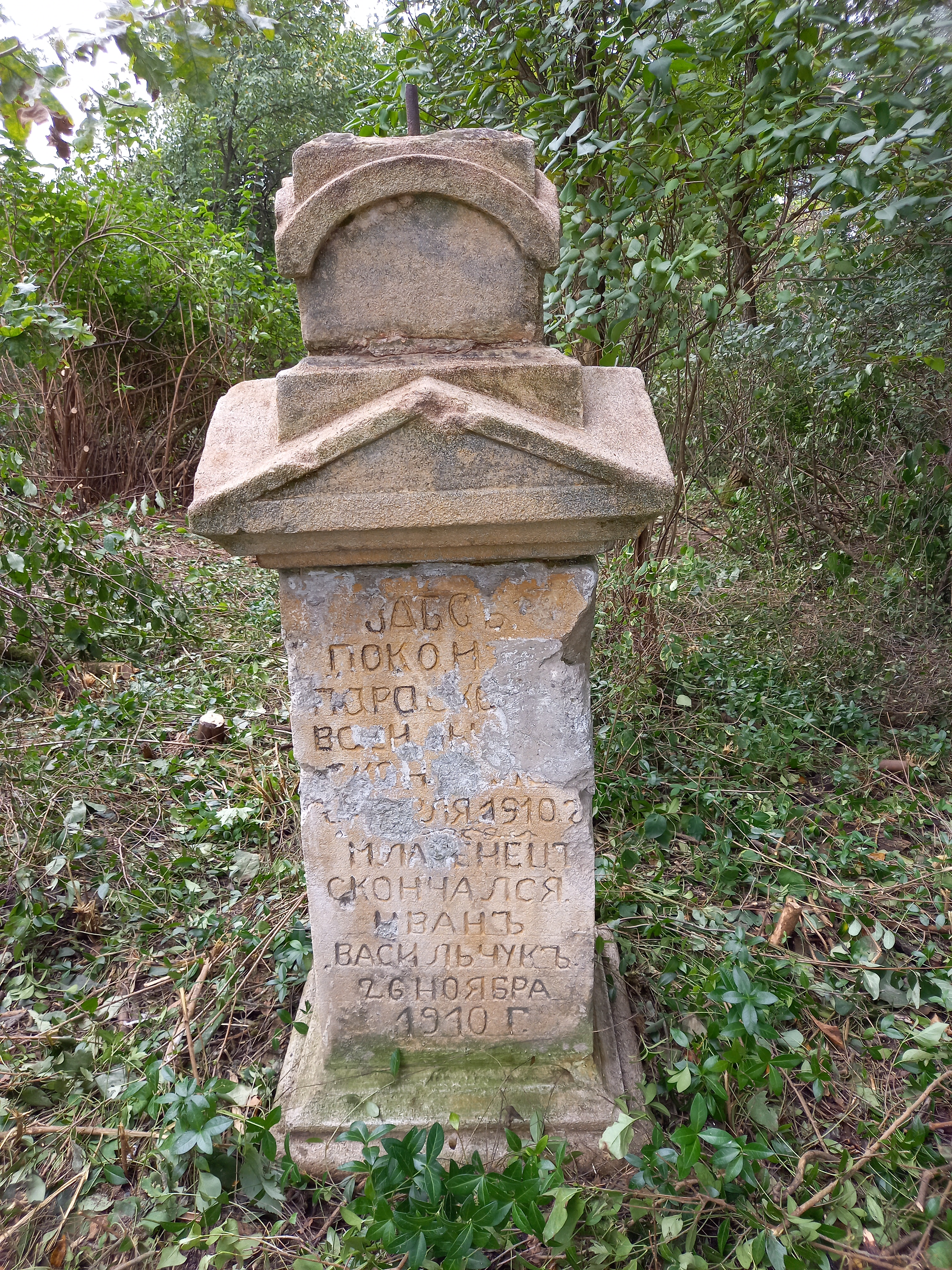
Православний цвинтар в Черничині.Могила Параскевії та Іван Васильчук (пом.1910).Схід
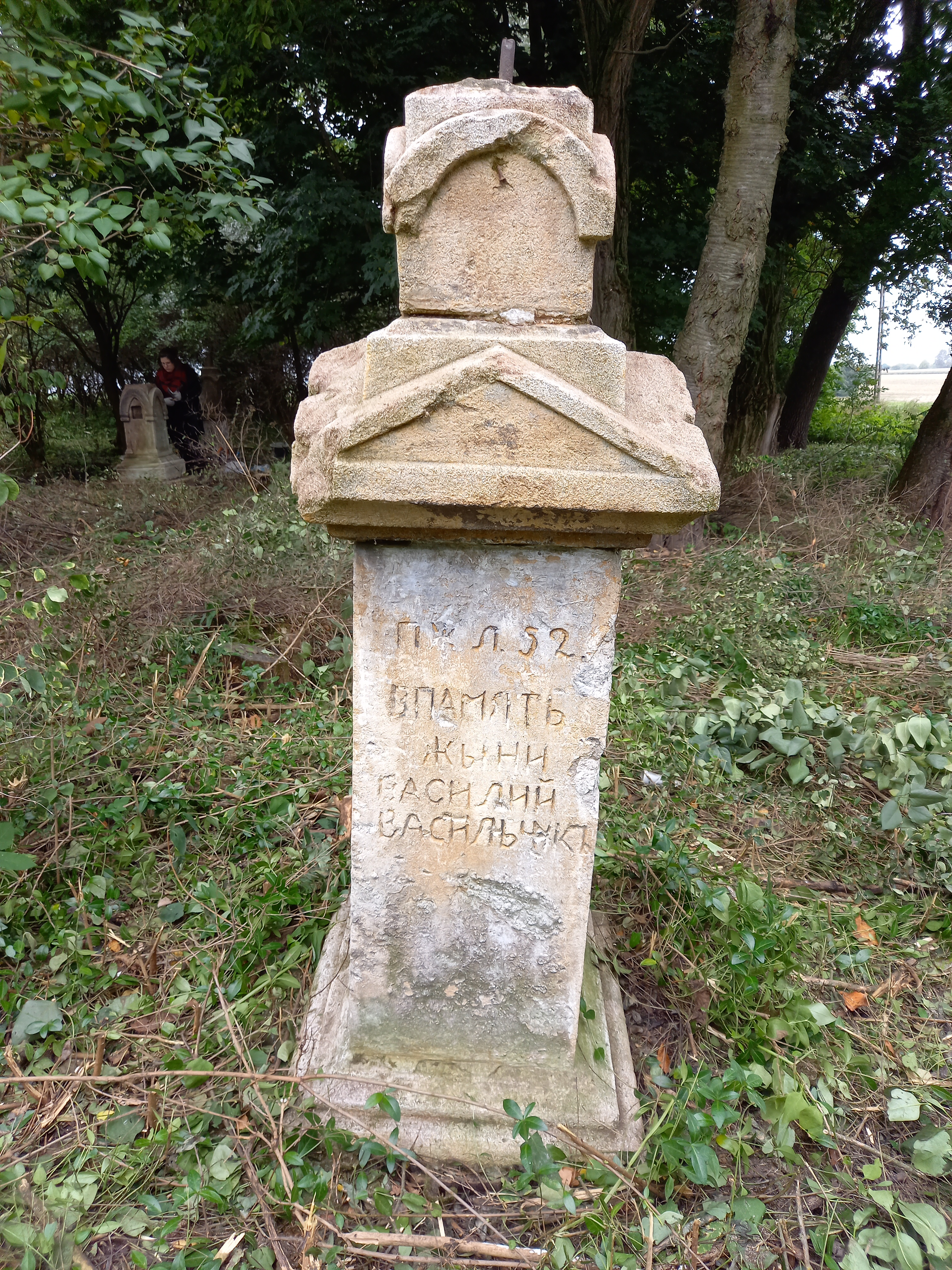
Православний цвинтар в Черничині.Могила Параскевії та Іван Васильчук (пом.1910).Захід
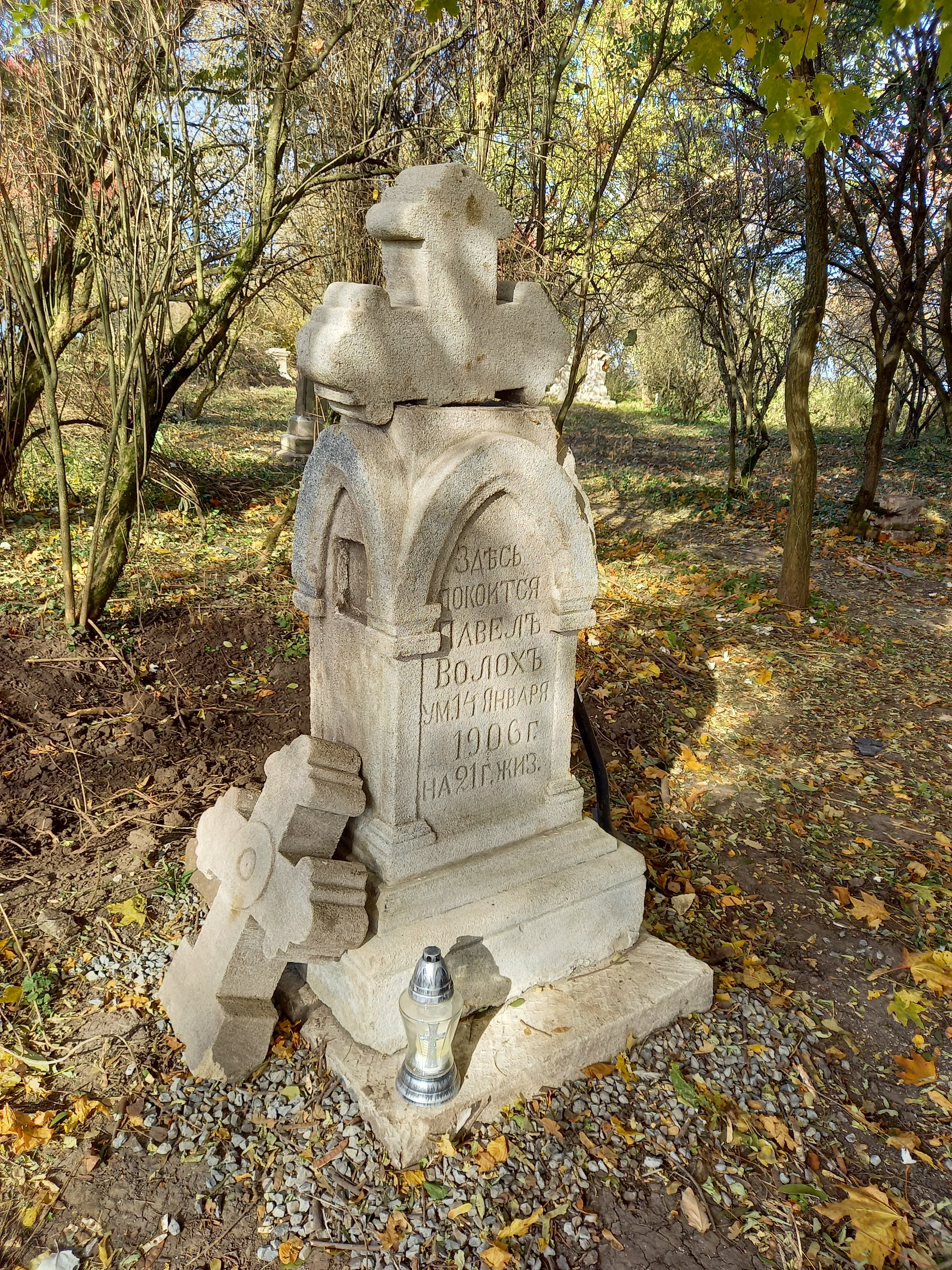
Православний цвинтар в Черничині.Могила Павло Волох (пом.14.01.1906)
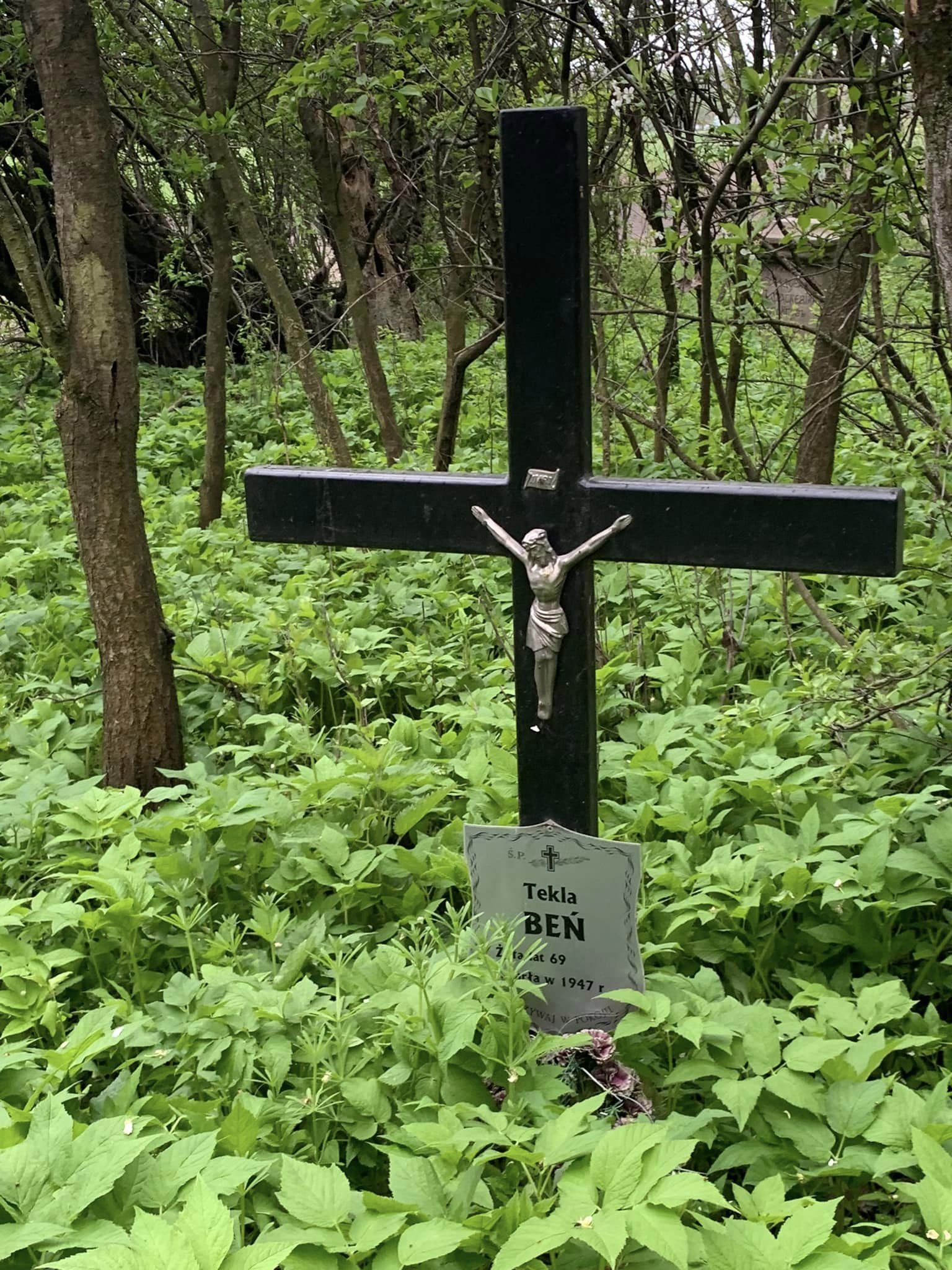
Православний цвинтар в Черничині.Могила Теклі Бень (пом.1947)